# Atlantische Hurrikansaison 2020

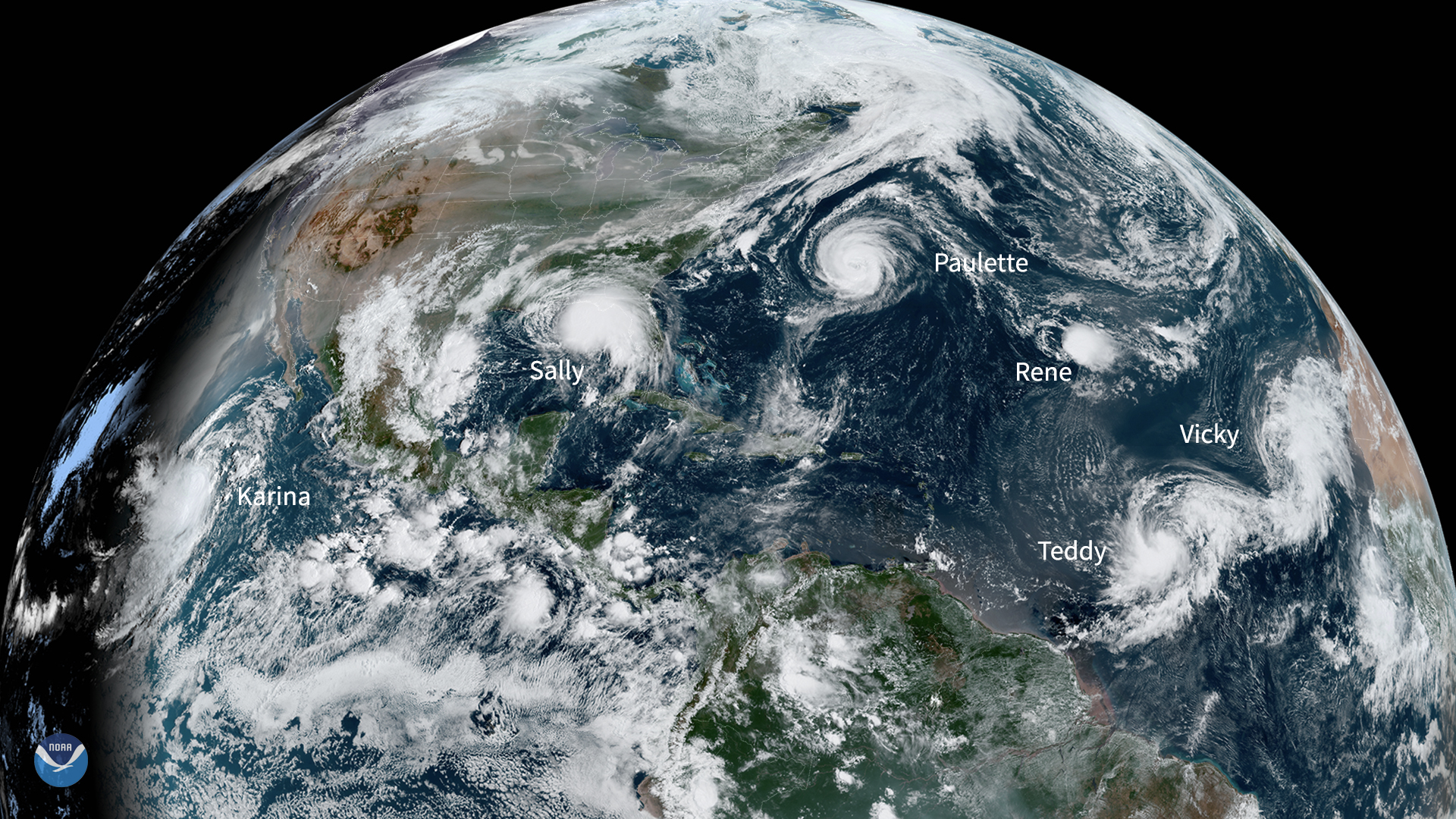
Die tropischen Systeme Paulette, Rene, Sally, Teddy und Vicky im Atlantik. Links im Bild der Tropische Sturm Karina im Pazifik sowie die Rauchwolke der Waldbrände in Kalifornien.

Die Atlantische Hurrikansaison 2020 begann offiziell am 1. Juni 2020 und endete ebenfalls offiziell am 30. November 2020. Während dieser Periode bilden sich üblicherweise im nördlichen Atlantischen Ozean die meisten Hurrikane, da nur zu dieser Zeit geeignete Bedingungen wie ein erwärmter Ozean, feuchte Luft und wenig Windscherung vorherrschen, welche die Bildung tropischer Wirbelstürme ermöglichen. Seit Beginn der Atlantischen Hurrikansaison 2017 kann das National Hurricane Center (NHC) Warnungen zu Störungen herausgeben, die noch keine tropischen Eigenschaften aufweisen, bei denen für eine tropische Zyklogenese jedoch ein hohes Potenzial besteht und innerhalb von 48 Stunden Sturm- oder Hurrikanbedingungen für bewohnte Gebiete erwartet werden. Solche Systeme werden als Potential tropical cyclone bezeichnet („potentielle tropische Zyklone“).
Mit 30 benannten Stürmen (Rekordwert), 14 Hurrikanen (Rang 2), sieben schweren Hurrikanen (Rekord von 2005 eingestellt), einer mehr als doppelt so großen Aktivität wie üblich, vielen rapide intensivierenden Stürmen und mehreren zerstörerischen Landfällen von Kategorie-4-Hurrikanen war die Saison außergewöhnlich und stellte eine Vielzahl an Rekorden auf: Unter anderem bildete sich ein Großteil aller Stürme früher als alle vorherigen mit gleichem Anfangsbuchstaben. Die Saison ist eine von nur zweien, in der mehr als 21 benannte Stürme entstanden, sodass die ursprünglich festgesetzten 21 Namen nicht ausreichten und zum zweiten Mal überhaupt für die Benennung auf Namen der Buchstaben des griechischen Alphabets zurückgegriffen werden musste. Bereits am 18. September, kurz nach der Halbzeit der Saison, hatten sich 23 benannte Stürme gebildet. Mit dem Entstehen von Theta ist die Saison 2020 diejenige mit den meisten Stürmen seit Beginn der Aufzeichnungen Mitte des 19. Jahrhunderts. Der vorherige Rekord wurde in der Atlantischen Hurrikansaison 2005 aufgestellt. Damals bildete sich der 28. und letzte Sturm am 29. Dezember. Mit vierzehn Hurrikanen liegt die Saison auf Rang zwei der Saisons mit den meisten Hurrikanen, nur 2005 bildeten sich mit 15 noch mehr Hurrikane.
Die Saison ist die erste, in der im November zwei schwere Hurrikane (Kat. 3 bis 5) entstanden. Gemessen an der Zahl von schweren Hurrikanen (sechs) liegt sie zusammen mit sechs weiteren Saisons hinter der Saison 2005 (sieben) auf Rang zwei seit Beginn der Aufzeichnungen. Zudem machten gleich zehn benannte Stürme eine potentiell gefährliche rapide Intensivierung durch, d. h. verstärkten sich binnen 24 Stunden um mindestens 35 Meilen pro Stunde. Mit elf Landfällen von benannten Stürmen (darunter sechs Hurrikanen) ist die Saison zudem diejenige mit den meisten Landfällen in den USA seit Beginn der Aufzeichnungen. Der vorherige Rekordhalter war die Saison 1916 mit 9 Landfällen. Im Durchschnitt treffen 3,2 Stürme pro Saison die USA, darunter 1,6 Hurrikane. Alleine in den USA entstand ein Schaden von mindestens 37 Mrd. US-Dollar, zudem wurde für jeden einzelnen Kilometer Küstenlinie von der texanisch-mexikanischen Grenze bis nach Maine mindestens einmal eine Tropensturmwarnung herausgegeben.
Klimaforscher sehen die Globale Erwärmung als begünstigend dafür an, dass so viele Hurrikane der Saison so stark wurden, sich so rapide intensivierten und so viel Regen brachten. Wärmere Ozeantemperaturen führen tendenziell zu stärkeren Stürmen und schnelleren Intensivierungen.
Nach der Saison zog die Weltorganisation für Meteorologie die Sturmnamen Laura, Eta und Iota offiziell zurück. Zugleich schaffte die Organisation die bisher zweimal angewandte Praxis ab, bei Erschöpfen der ursprünglichen Namensliste auf griechische Namen zurückzugreifen. Stattdessen sollen zukünftig Reservelisten mit weiteren Namen vorgehalten werden.

## Saisonvorhersagen
Vor und während der Saison sagen mehrere nationale Wetterdienste und wissenschaftliche Institute voraus, wie viele benannte Stürme, Hurrikane und schwere Hurrikane – also Kategorie 3 und höher auf der Saffir-Simpson-Hurrikan-Windskala – sich während der Saison bilden bzw. sich in einem bestimmten Land auswirken. Zu diesen Agenturen gehören das Tropical Storm Risk (TSR) Consortium of University College London, das britische Met Office, die National Oceanic and Atmospheric Administration (NOAA) und die Colorado State University (CSU).
Die NOAA stuft einen Saisonverlauf als überdurchschnittlich, nahezu normal oder unterdurchschnittlich ein, indem sie die erwarteten Zahlen für benannte Stürme, die Zahl der erwarteten Hurrikane und die Zahl der schweren Hurrikane sowie den erwarteten ACE-Index mit den Durchschnittswerten der Vergleichsperiode vergleicht.

### Vor Beginn der Saison
Am 19. Dezember 2019 veröffentlichte Tropical Storm Risk (TSR), ein Zusammenschluss von Experten für Versicherung, Risikomanagement und jahreszeitliche Klimaprognosen am University College London, eine längerfristige Prognose, die von einer leicht überdurchschnittlich aktiven Saison ausging. Demnach erwartete TSR die Bildung von 15 benannten Stürmen, darunter sieben Hurrikane und davon vier schwere Hurrikane, und einen ACE-Index von 105. Diese Vorhersage basierte auf der Annahme fast durchschnittlicher Passatwinde und einer leicht überdurchschnittlichen Meeresoberflächentemperatur im tropischen Atlantik sowie einer neutralen Phase der El Niño-Southern Oscillation im äquatorialen Pazifischen Ozean. Am 2. April bestätigten die Wettervorhersager an der Colorado State University die Erwartung einer überdurchschnittlichen Saison. Sie gingen von 16 benannten Stürmen aus, darunter 8 Hurrikane und davon wiederum vier schwere Hurrikane sowie einem Accumulated Cyclone Energy (ACE) Index von 150. Die CSU erwartete außerdem deutlich erhöhte Wahrscheinlichkeiten für Hurrikanzugbahnen durch die Karibik und für Hurrikane, die auf die amerikanische Küste treffen. Am 7. April aktualisierte TSR seine Vorhersage auf 16 benannte Stürme, darunter acht Hurrikane und davon drei schwere Hurrikane sowie den ACE-Index 130. Die University of Arizona (UA) sagte am 13. April eine möglicherweise hyperaktive Hurrikansaison voraus: 19 benannte Stürme, darunter zehn Hurrikane und davon fünf schwere Hurrikane sowie ein ACE-Index 163. The Weather Company gab zwei Tage später mit 18 benannten Stürmen, darunter neun Hurrikane und davon vier schwere Hurrikane eine ganz ähnliche Prognose heraus. Auch die Vorhersage der North Carolina State University vom 17. April bewegte sich in ähnlichen Bereichen. Demnach würden sich 18–22 benannte Stürme bilden, darunter würden 8–11 Hurrikanstärke und davon 3–5 die Kategorie 3 und damit den Status eines schweren Hurrikans erreichen. Das britische Met Office nannte am 20. Mai als wahrscheinlichste Saisondaten 13 benannten Stürme, 7 Hurrikane und drei schwere Hurrikane sowie eine Accumulated Cyclone Energy von 110.
Manche Behördenvertreter haben ihre Befürchtungen geäußert, dass der Verlauf der Hurrikansaison die Auswirkungen der COVID-19-Pandemie verschlimmern könnte. So sagte der Bürgermeister von Wilmington, North Carolina, Bill Saffo dabei handle es sich um ein „Alptraumszenario“, und der frühere Direktor der Florida Division of Emergency Management, Brian Koon, hält es für möglich, dass „sogar die FEMA damit überfordert sein könnte“. Dabei gilt als kritisch, dass Evakuierungen wegen Befürchtungen, das Virus zu übertragen, wesentlich erschwert werden und die Regeln der räumlichen Distanzierung bei der Nothilfe in Katastrophengebieten nicht mehr eingehalten werden können.

### Nach Saisonbeginn
Am 6. August 2020 erhöhte die NOAA ihre Prognose gegenüber ihrer Prognose vor Saisonbeginn auf 19 bis 25 Stürme, nachdem zu diesem Zeitpunkt bereits 9 benannte Stürme aufgetreten waren. Typischerweise ereignen sich 95 % aller Stürme zwischen Mitte August und Ende Oktober, während der Juni und der Juli tendenziell vergleichsweise ruhige Monate sind, in denen sich in normalen Saisons nur etwa zwei Stürme bilden. Die Prognose ist die höchste, die die NOAA je herausgab. Auch der Direktor des National Weather Service, Louis Uccellini, erwartete eine der aktivsten Saisons seit Beginn der Aufzeichnungen.

## Systeme

### Tropischer Sturm Arthur
Am 12. Mai sagte das NHC erstmals die Bildung eines tropischen Tiefdruckgebietes für das Wochenende 16./17. Mai nordöstlich der Bahamas voraus. Um 23:25 Uhr UTC am 13. Mai begann das NHC mit der Überwachung eines Tiefdrucktrogs in der Straße von Florida. Danach schlug das System eine Kurve nach Norden ein, direkt vor der Küste Floridas. Am 16. Mai um 18:00 UTC ergaben bei einem Flug der Hurricane Hunters gesammelte Daten, dass sich die Störung besser definiert hat und die Gewittertätigkeit zunahm. Das NHC gab um 20:23 Uhr UTC bekannt, dass sich das erste tropische Tiefdruckgebiet der Saison gebildet hat. Gegen 23 Uhr wurde das Tief schließlich zum tropischen Sturm heraufgestuft. Damit ist die Atlantische Hurrikansaison 2020 die sechste in Folge, bei der sich vor dem offiziellen Beginn am 1. Juni ein benannter Sturm bildete.

### Tropischer Sturm Bertha
Am 27. Mai 2020 bildete sich vor der Küste von Carolina der Tropische Sturm Bertha. Kurze Zeit später traf Bertha auf Land und schwächte sich in der Folge wieder zu einem tropischen Tief ab, das große Mengen Regen mit sich führt. Bertha ist der zweite Sturm der Saison, der noch vor dem offiziellen Saisonbeginn am 1. Juni 2020 auftrat. Damit ist die Saison 2020 erst die fünfte seit 1851, bei der es schon am 27. Mai zwei benannte Stürme gab.
Die Schäden durch den Sturm werden auf mehr als 200 Mio. Dollar geschätzt.

### Tropischer Sturm Cristobal
Am 1. Juni 2020 bildete sich im Golf von Mexiko ein tropisches Tief, das sich nach Intensivierung am 2. Juni zum Tropischen Sturm Cristobal entwickelte. Cristobal stellte dabei einen neuen Rekord auf: Nie zuvor bildete sich der dritte benannte Sturm der Saison früher. Am 4. Juni schwächte er sich zu einem tropischen Tief ab, nachdem er zuvor über den Osten Mexikos gezogen war und dort schwere Regenfälle und Überflutungen verursacht hatte. Anschließend zog er wieder auf die offene See. Zusammen mit dem pazifischen Sturm Amanda, aus dessen Überresten sich Cristobal entwickelte, verursachte er in Mexiko und Zentralamerika mindestens 30 Todesfälle, insbesondere durch Überflutungen und Erdrutsche infolge von Starkregen.
Am 5. Juni wurde Cristobal nach einer Intensivierung wieder zu einem tropischen Sturm heraufgestuft. Am Abend des 7. Juni 2020 traf er im Südosten von Louisiana mit einer Windgeschwindigkeit von 45 Knoten auf Land. In Louisiana führte der Sturm zu Überflutungen und beschädigte eine zum Schutz gegen Sturmfluten aufgeschüttete Sanddüne der Insel Grand Isle. Flutwarnungen wurden ausgegeben für ein Gebiet, das von Florida bis Wisconsin reicht. Nach seinem Landfall wanderte Cristobal bis nach Wisconsin und damit weiter nach Nordwesten als jedes andere tropische System seit Beginn der Aufzeichnung.
Das Katastrophenprognoseunternehmen Karen Clark & Company geht alleine für die USA von einem privatwirtschaftlich versicherten Schadenswert in Höhe von ca. 150 Millionen US-Dollar durch Cristobal aus. Nicht berücksichtigt sind in dieser Summe Schäden, die aus dem National Flood Insurance Program beglichen werden. Insgesamt werden die Schäden auf mindestens 985 Mio. Dollar geschätzt. Mindestens 2 Personen kamen durch Cristobal direkt ums Leben.

### Tropischer Sturm Dolly
Am 22. Juni 2020 bildete sich im Atlantik, etwa 320 Meilen östlich von Massachusetts, ein subtropisches Tief. Einen Tag später verstärkte sich das System und wurde zum tropischen Sturm Dolly heraufgestuft. Dolly war damit der drittfrühste D-Sturm seit Beginn der Aufzeichnungen; Rekordhalter ist Danielle, die am 20. Juni 2016 Tropensturmstatus erreichte. Am 24. Juni wurde Dolly zunächst wieder zum tropischen Tief herabgestuft und einige Stunden später zum außertropischen Sturm erklärt.

### Tropischer Sturm Edouard
Am 4. Juli 2020 bildete sich westlich von Bermuda das tropische Tief Fünf. Am Morgen des 6. Juli 2020 entstand aus dem Tief der tropische Sturm Edouard. Er ist der frühste fünfte benannte Tropische Sturm, der sich seit Beginn der Aufzeichnungen im Atlantik bildete. Gegen Abend des gleichen Tages wurde der Sturm außertropisch.

### Tropischer Sturm Fay
Am 4. Juli 2020 begannen Beobachtungen eines Trogs vor der Küste Louisianas, der sich in den folgenden Tagen vor die Küste North Carolinas bewegte. Dort bildete sich am 9. Juli 2020 der tropische Sturm Fay. Fay ist der frühste sechste benannte Tropische Sturm im Atlantik seit Beginn der Aufzeichnungen. Üblicherweise bilden sich F-Stürme erst Anfang September. Begünstigt wurde die Entstehung durch das überdurchschnittliche warme Wasser vor der Küste Carolinas. Erwartet wird, dass Fay schwere Regenfälle über Teile der US-Ostküste bringen wird. Am 10. Juli traf Fay in Ocean County, New Jersey mit Windgeschwindigkeiten von 80 km pro Stunde auf Land. Eine Sturmwarnung wurde ausgegeben für die Bundesstaaten Delaware, New Jersey, New York, inklusive New York City, Connecticut und Teile von Rhode Island. Anschließend schwächte sich der Sturm über dem Südosten von New York State ab und wurde am 11. Juli zum tropischen Tief herabgestuft, bevor er am gleichen Tag zum außertropischen Tief erklärt wurde.
Der Sturm riss u. a. Strommasten und Bäume um und verursachte eine Sturmflut. Die versicherten Schäden (ohne National Flood Insurance Program) wurden auf ca. 400 Mio. US-Dollar beziffert. Andere Quellen nennen ca. 350 Mio. Dollar. Sechs Menschen starben.

### Tropischer Sturm Gonzalo
Am 21. Juli 2020 bildete sich über dem zentralen tropischen Atlantik das Tropische Tief Sieben. Am Morgen des 22. Juli 2020 verstärkte sich das westwärts wandernde Tief zu einem tropischen Sturm. Damit wurde Gonzalo zum frühsten G-Sturm seit Beginn der Aufzeichnungen. Im langjährigen Durchschnitt tritt der siebte Sturm der Saison erst am 16. September auf. Am 25. Juli 2020 löste sich der Sturm vor der Küste Venezuelas auf.

### Hurrikan Hanna
Am 23. Juli 2020 bildete sich im nördlichen Golf von Mexiko das tropische Tief Acht. Tropensturmwarnungen wurden ausgegeben für Teile der texanischen Küste. Am Abend des gleichen Tages wurde das Tief zum Tropischen Sturm Hanna heraufgestuft. Hanna ist der frühste H-Sturm seit Beginn der Aufzeichnungen. Sie löste den Tropischen Sturm Harvey als bisherigen Rekordhalter ab, der sich am 3. August 2005 gebildet hatte. Erwartet wurde, dass sie nach dem Landgang in Südtexas schwere Regenfälle und eine Sturmflut verursachen wird. Die Region war bereits vor Eintreffen von Hanna stark von der COVID-19-Pandemie betroffen. Am 25. Juli, kurz vor dem erwarteten Landfall, verstärkte sich Hanna zum Hurrikan der Stufe 1 und wurde damit zum ersten Hurrikan der Saison 2020. Üblicherweise tritt der erste Hurrikan der Saison etwa um den 10. August auf. Tropische Regenfälle erstreckten sich bis nach Houston und Galveston im Norden Texas.
Am 25. Juli 2020 gegen 17:00 Uhr Ortszeit traf Hanna als starker Kategorie-1-Hurrikan bei Padre Island, etwa 100 km von der mexikanischen Grenze entfernt, mit Windgeschwindigkeiten von 150 km/h auf Land. Ausläufer trafen auch weiter entfernte Regionen wie Nueces County mit der Stadt Corpus Christi, wo der Sturm bereits am Morgen angekommen war und Regen und stürmisches Wetter brachte. In 32 Counties wurde der Katastrophenzustand ausgerufen.
Einige Stunden nach Landfall schwächte sich Hanna zunächst zum Tropensturm und in Richtung der mexikanischen Stadt Monterrey. Am folgenden Tag schließlich wurde er zum tropischen Tief herabgestuft. Hanna verursachte binnen weniger als eines Tages in Teilen von Südtexas 15 Zoll (ca. 38 cm) Niederschlag, lokal wurde mit noch größeren Regenmengen gerechnet. Zudem verursachte der Hurrikan eine Sturmflut und lokal viele Sturzfluten. Mehr als 200.000 texanische Stromkunden waren zeitweise ohne Elektrizität; die Magic Valley Electric Cooperative kündigte an, dass sich ihre Kunden auf eine längere Phase ohne Strom einstellen müssten.
In Mexiko kamen mindestens 5 Personen durch den Sturm ums Leben, mehrere Menschen werden zudem vermisst. Mehr als 700 Personen verloren ihre Behausung. Insgesamt verursachte der Sturm in den Vereinigten Staaten mindestens 1 Mrd. US-Dollar an Schäden, in Mexiko mehr als 135 Mio. Dollar.

### Hurrikan Isaias
Am 28. Juli 2020 begann das National Hurricane Center Warnungen bezüglich des potentiellen Tropischen Sturms Neun herauszugeben. Hierbei handelt es sich noch nicht um einen voll ausgebildeten tropischen Wirbelsturm, allerdings entspricht die Windgeschwindigkeit bereits einem solchen. Eine Entwicklung zum Tropensturm wird erwartet. Am späten Abend des 29. Juli 2020 erhielt der Sturm, der sich zu diesem Zeitpunkt südlich von Puerto Rico befand, den Namen Isaias, nachdem sich ein Rotationszentrum herausgebildet hatte. Isaias ist der früheste I-Sturm seit Beginn der Aufzeichnungen; den vorherigen Rekord hielt Irene, die am 7. August 2005 zum Tropensturm erklärt wurde. Mit Isaias gab es zudem gleich fünf benannte Stürme im Juli, was zuvor ebenfalls nur ein einziges Mal, in der Atlantischen Hurrikansaison 2005, geschah. Anschließend intensivierte sich Isaias weiter, worauf er zum Hurrikan heraufgestuft wurde. Auch damit stellte er einen Rekord auf, denn nie zuvor hatte es in der letzten Juliwoche gleich zwei Hurrikans gegeben.
In Puerto Rico verursachte Isaias Starkregenfälle von geschätzt 50 und 100 Litern pro Quadratmeter, lokal sollen auch 150 Liter gefallen sein. Zudem wird der Sturm verantwortlich gemacht für Stromausfälle, die mehr als 300.000 Menschen betrafen. Auf Hispaniola werden bis zu 250 Liter pro Quadratmeter erwartet. Florida plante zur Vorbereitung auf den Sturm alle COVID-19-Tests ab Donnerstag Nachmittag bis auf weiteres auszusetzen. Der Bundesstaat ist besonders schwer von der Pandemie betroffen.
Nachdem Isaias als Hurrikan über Puerto Rico, die Dominikanische Republik und die Bahamas gezogen war, schwächte er sich zu einem starken tropischen Sturm ab. Anschließend zog er in geringem Abstand und parallel zur Küste Floridas nach Norden Richtung Carolina. Am Abend des 3. August traf er in North Carolina mit Windgeschwindigkeiten von mehr als 130 km/h auf Land. Wenige Stunden zuvor hatte er sich wieder zu einem Hurrikan der Kategorie 1 verstärkt. Erwartet werden neben einer Sturmflut Regenfälle bis 200 Liter pro Quadratmeter.
Nach dem Landfall in Carolina schwächte sich Isaias wieder leicht zu einem starken Tropensturm ab und zog über Washington, D.C. und New York City weiter nach Neuengland. Dort brachte er erhebliche Regenmengen mit sich, ließ Bäche über die Ufer treten, überflutete Straßen, entwurzelte Bäume und beschädigte einige Gebäude und Infrastruktur. Zudem bildeten sich nach vorläufigen Angaben mehrere Tornados, die ihrerseits wieder Schäden verursachten. Etwa 3 Millionen Haushalte aus einem halben Dutzend Bundesstaaten waren von Stromausfällen betroffen. In New Jersey waren auch Krankenhäuser von den Stromausfällen betroffen. Mehr als zwei Millionen Menschen waren nach einem Tag immer noch ohne Strom; in manchen Regionen wurde damit gerechnet, dass mehrere Tage bis zur Wiederherstellung der Versorgung nötig sein würden. In New Jersey hofften Strombetreiber, etwa 80 % der Versorgung bis Freitag, den 7. August wieder herstellen zu können.
In den USA kamen 15 Menschen ums Leben, drei weitere Menschen starben in der Karibik bzw. Kanada. Insgesamt verursachte der Hurrikan einen Schaden in Höhe von mehr als 4,8 Mrd. Dollar in den USA und mindestens 225 Millionen Dollar in der Karibik bzw. Kanada.
Am 5. August wurde Isaias zum außertropischen Sturm erklärt.

### Tropisches Tief Zehn
Am 31. Juli 2020 bildete sich im Ostatlantik, nahe der afrikanischen Küste, das Tropische Tief Zehn. Am frühen Morgen des 2. August löste sich das Tief wieder auf.

### Tropischer Sturm Josephine
Am 11. August 2020 bildete sich im Atlantik das Tropische Tief Elf. Am 13. August wurde das Tief zum Tropischen Sturm Josephine erklärt. Josephine ist der früheste J-Sturm seit Beginn der Aufzeichnungen; der bisherige Rekord wurde von Jose gehalten, der sich am 22. August 2005 gebildet hatte. Am 16. August 2020 schwächte sich der Sturm zunächst wieder zum tropischen Tief ab und löste sich einige Stunden später auf.

### Tropischer Sturm Kyle
Am 14. August 2020 bildete sich vor der US-Ostküste, ca. 185 Meilen südöstlich von Atlantic City, der tropische Sturm Kyle. Kyle ist der früheste K-Sturm seit Beginn der Aufzeichnungen; der bisherige Rekord wurde von Hurrikan Katrina gehalten, der sich am 24. August 2005 gebildet hatte. Kyle entstand mehr als 3 Monate früher als typische K-Stürme. Im langjährigen Durchschnitt bildet sich der elfte benannte Sturm erst am 23. November, kurz vor dem offiziellen Ende der Hurrikansaison. Kyle zog anschließend weiter nach Nordosten und stellte keine Gefahr für das amerikanische Festland dar. Am 16. August wurde er außertropisch.

### Hurrikan Laura

#### Verlauf
Am 20. August 2020 (0300 UTC) bildete sich im zentralen tropischen Atlantik das Tropische Tief Dreizehn. Am 21. August wurde das System, das sich zu diesem Zeitpunkt nördlich der Kleinen Antillen befand, zum tropischen Sturm Laura erklärt. Laura ist der frühste L-Sturm seit Beginn der Aufzeichnungen. Für Puerto Rico, die Amerikanischen Jungferninseln, die Turks- und Caicosinseln sowie Teile der Antillen und der Bahamas wurde eine Tropensturmwarnung herausgegeben.
Anschließend zog Laura über Hispaniola und Kuba in den Golf von Mexiko. Dort verstärkte sie sich zum Hurrikan. In der Nacht vom 25. auf den 26. August begann sich Laura rapide zu intensivieren und verstärkte sich zu einem Hurrikan der dritten Kategorie, später am Tag zu einem Hurrikan der Kategorie vier. Am frühen Morgen des 27. August traf Laura bei Cameron (Louisiana) in der Nähe der Grenze zwischen Texas und Louisiana mit Windgeschwindigkeiten von 240 km/h, knapp unterhalb der Schwelle zum Kategorie-5-Hurrikan, auf Land. Nach dem Landfall schwächte sich Laura in mehreren Schritten zum Tropischen Sturm ab, als sie weiter nach Norden in Richtung Arkansas zog. Dort schwächte sie sich schließlich am Abend des 27. August zu einem tropischen Tief ab.
Laura ist nach Windgeschwindigkeit der fünftstärkste Sturm, der seit Beginn der Aufzeichnungen das US-Festland traf und zusammen mit dem Last-Island-Hurrikan von 1856 der stärkste Landfall in Louisiana. Zudem hält sie gemeinsam mit Hurrikan Karl aus dem Jahr 2010 den Rekord für die schnellste Intensivierung eines Sturms in Golf von Mexiko. Beide Stürme intensivierten sich binnen 24 Stunden um 65 Meilen pro Stunde (ca. 105 km/h). Laura ist zudem bereits der siebte benannte Sturm, der im Jahr 2020 auf die US-Küste traf, was zu diesem Zeitpunkt in der Saison ebenfalls einen neuen Rekord darstellt. Die meisten Landfälle weist die Atlantische Hurrikansaison 1916 auf, die bis zu ihrem Ende insgesamt neun Landfälle verzeichnete.

#### Folgen

##### Karibik

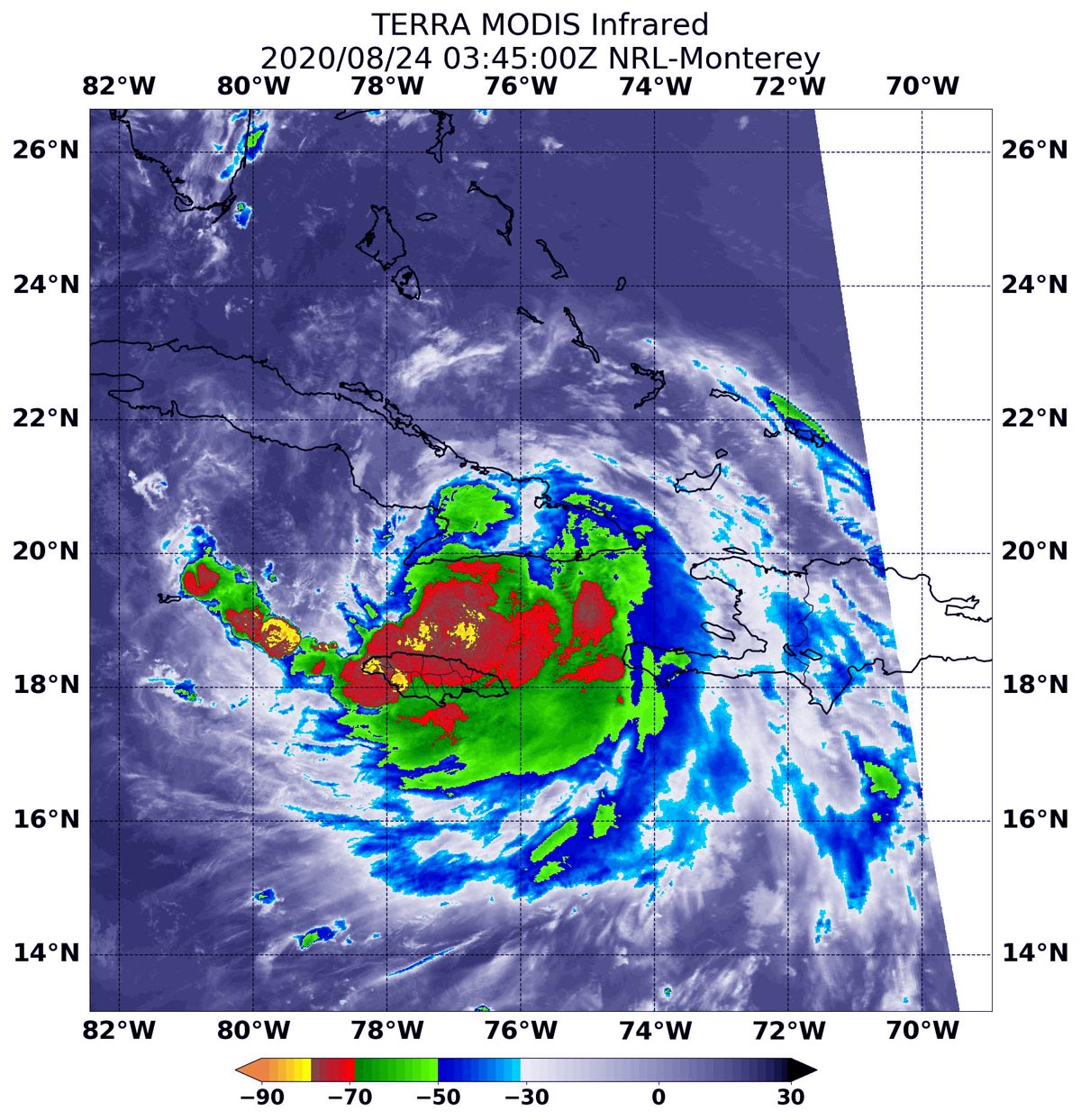
Am 24. August zwischen Jamaika und Kuba

Für die Dominikanische Republik, Haiti und Kuba wurden zwischen 4 und 8 Zoll Regen (ca. 100 bis 200 Liter/m²) erwartet, lokal bis zu 12 Zoll (300 Liter/m²), wodurch Gefahr für Überflutungen und Schlammlawinen bestand. Für die Turks- und Caicos-Inseln, die südöstlichen Bahamas, Jamaika und die Florida Keys wurde mit 1–3 Zoll Regen (25 bis 75 Liter/m²) gerechnet.
In Haiti, wo schon vor Eintreffen des Sturms Katastrophenalarm ausgelöst worden war, kam es laut National Hurricane Center zu „sintflutartigen Regenfällen und lebensbedrohlichen Überschwemmungen“. In der Dominikanischen Republik kam es ebenfalls zu Überschwemmungen und zudem zu großen Stromausfällen, von denen mehr als eine Million Menschen betroffen waren. Zudem waren in der Dominikanischen Republik mehr als 100.000 Menschen ohne Wasserversorgung. In Puerto Rico litten mehr als 200.000 Menschen an Stromausfällen.
Mindestens 31 Menschen kamen in Haiti ums Leben, acht wurden mit Stand 29. August noch vermisst. In der Dominikanischen Republik kamen vier Menschen durch den Sturm ums Leben. Der ökonomische Schaden neben den 35 bestätigten Todesopfern in der Karibik beträgt mehr als 170 Millionen Dollar.
In Kuba, über das Laura als schwerer Tropensturm mit Windgeschwindigkeiten von bis zu 105 km/h zog, beschädigte sie mehr als 2.000 Wohngebäude. Zudem kam es zu großflächigen Stromausfällen und Ausfällen von Mobilfunk und Internet. Mehr als 435.000 Menschen wurden vor Eintreffen des Sturms evakuiert. Todesfälle infolge des Sturms gab es auf Kuba nicht.

##### Vereinigte Staaten

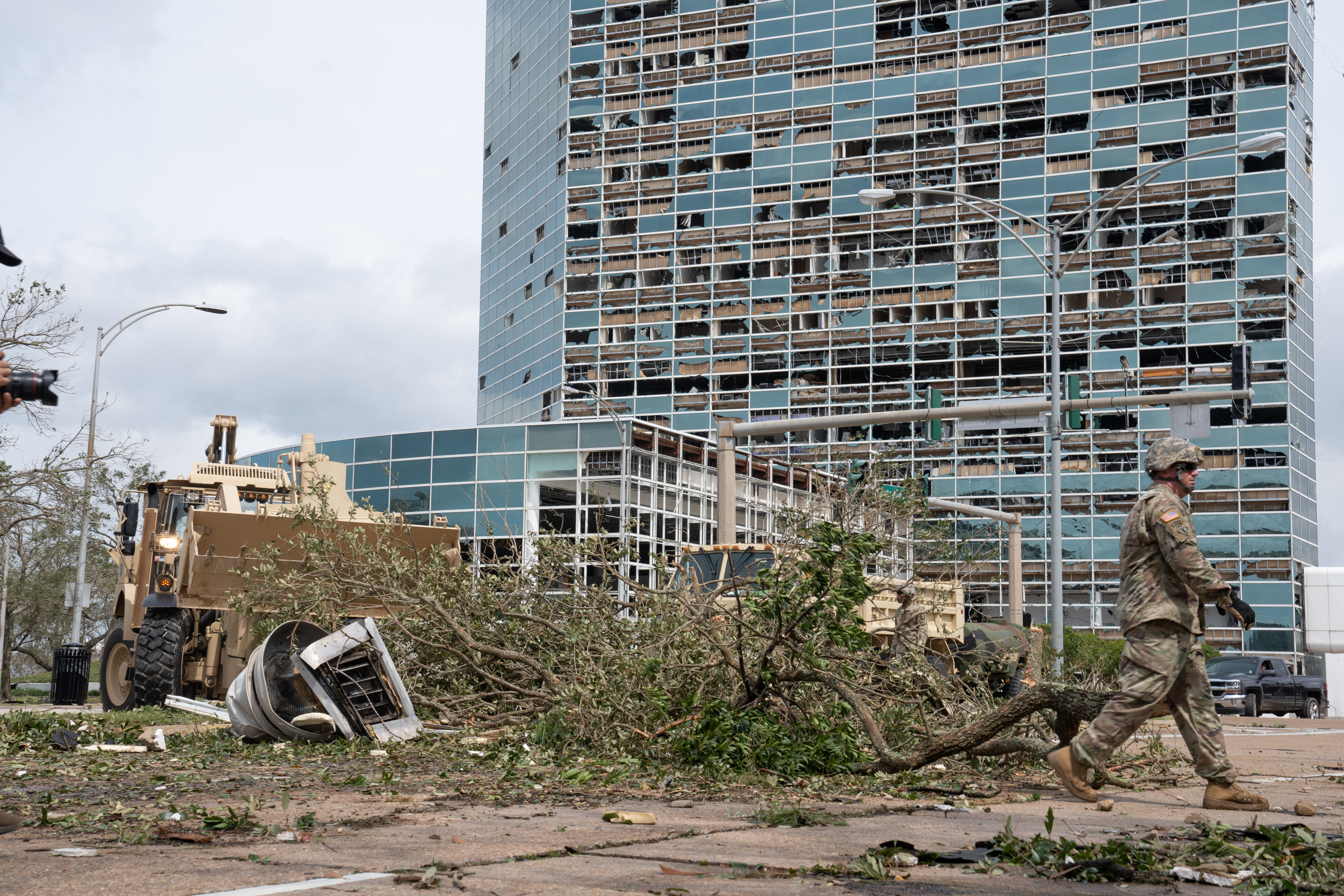
Von Laura schwer beschädigtes Hochhaus

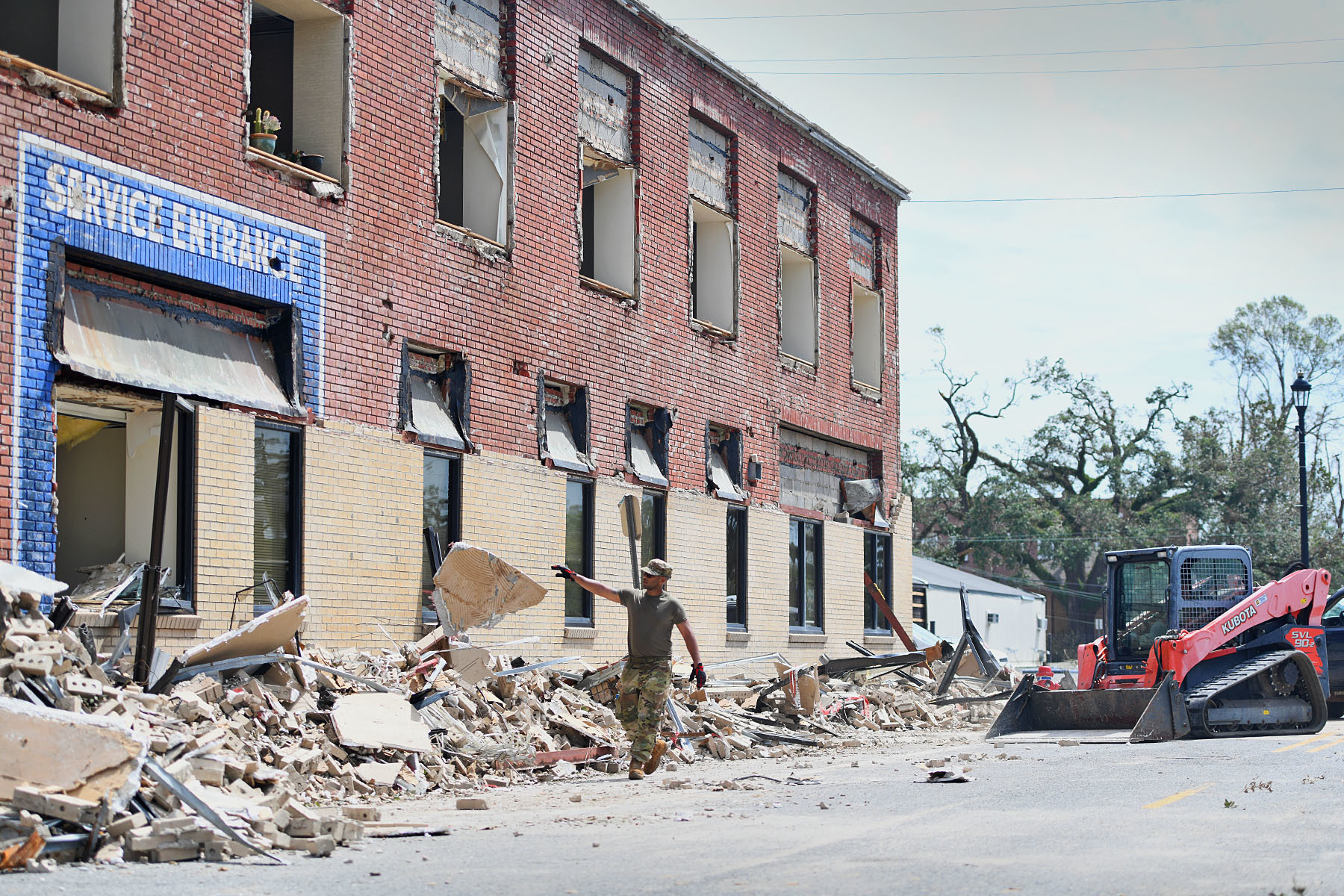
Verwüsteter Straßenzug

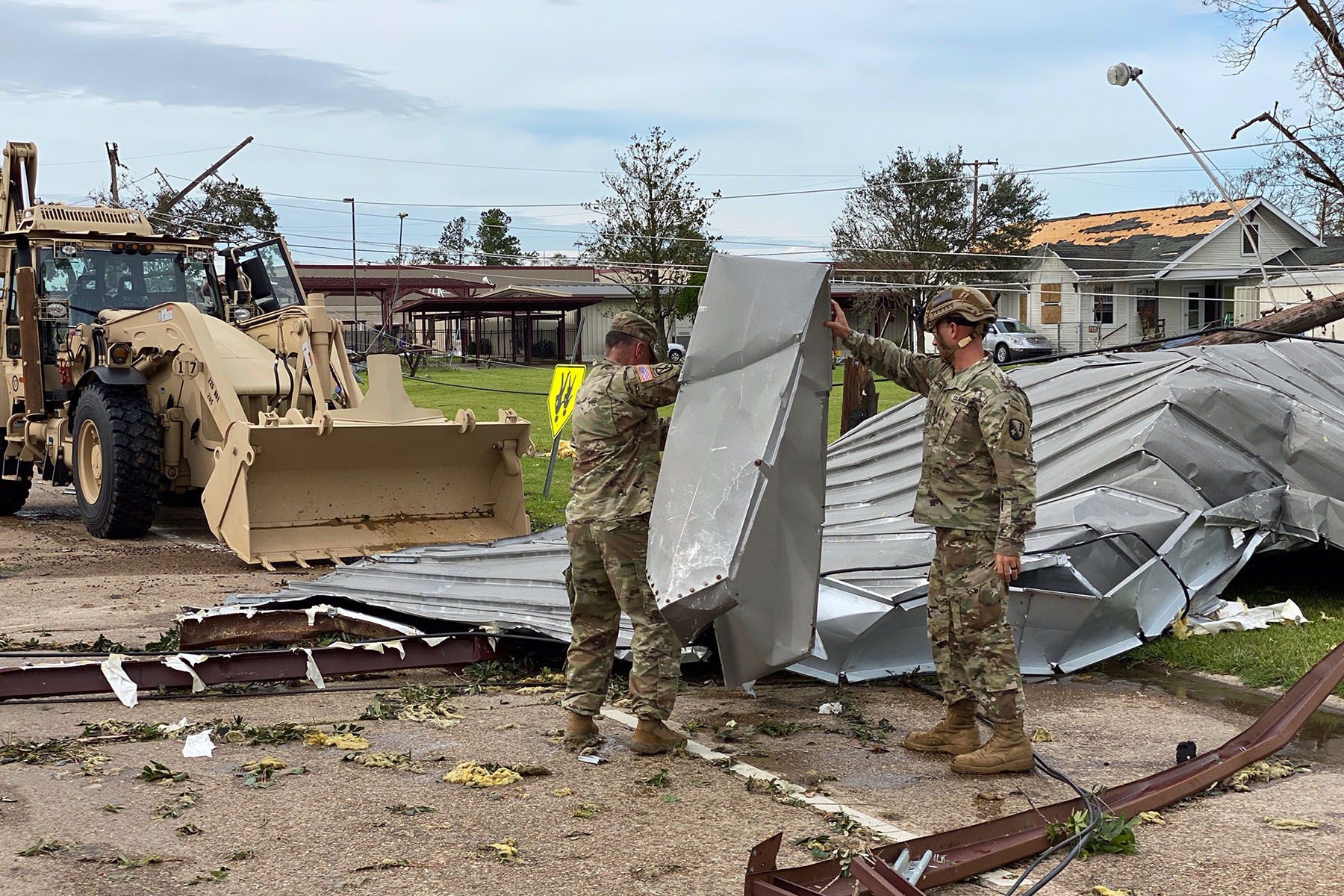
Nationalgarde bei Aufräumarbeiten nach Durchzug von Hurrikan Laura

In den Vereinigten Staaten wurden Hurrikan-Warnungen für Teile der Küsten von Texas bis Louisiana herausgegeben, unter anderem auch für Teile der Großstadt Houston. Erwartet werden neben den hohen Windgeschwindigkeiten, die im Bereich der Eyewall mehr als 190 km/h betragen können, zwischen 125 und 250 Liter Regen/m², lokal bis zu 450 l/m², die zu großflächigen Sturzfluten und Überschwemmungen führen können. Zudem warnte das National Hurricane Center vor einer fünf bis etwa sieben Meter über normal liegenden, „nicht zu überlebenden“ Sturmflut, die möglicherweise mit der normalen Flut zusammen auftreffen und aufgrund des flachen Geländes vor Ort bis etwa 65 km ins Landesinnere vordringen könnte. Befürchtet wird ebenfalls eine weitgehende Umgestaltung der empfindlichen, vor allem aus Sand bestehenden Küstenlandschaft samt der Zerstörung von im Zugpfad des Sturmes befindlichen Ortschaften.
In mehreren Dutzend texanischen Counties wurde bereits vor Eintreffen von Laura der Katastrophenfall ausgerufen. Mehr als eine halbe Million Menschen in küstennahen, flachen Regionen in den beiden Bundesstaaten wurden zur Evakuierung aufgefordert. Die Evakuierungen in Louisiana waren die größten seit Hurrikan Gustav im Jahr 2008. Ebenfalls evakuiert wurden 310 Ölbohrplattformen vor der US-Golfküste; zudem wurden verschiedene Erdölraffinerien sowie ein Flüssigerdgas-Terminal vorübergehend stillgelegt und bei weiteren Raffinerien Vorbereitungen dazu getroffen. In der von Laura betroffenen Region liegen etwa 45 % der US-Raffineriekapazitäten und 17 % der Erdölförderkapazitäten.
In Louisiana wurde die komplette Nationalgarde einberufen.
Laura verursachte auf ihrem Weg nach Landfall schwere Verwüstungen durch die hohen Windgeschwindigkeiten, die sie mitbrachte. In Lake Charles, das direkt auf ihrer Zugbahn lag, verursachte sie schwere Schäden an Gebäuden, ließ Fensterscheiben zerbersten und knickte Bäume um. Zudem zog Laura durch eine stark industriell geprägte Region mit vielen Unternehmen aus der Petrochemie- und Erdölindustrie, deren Anlagen bei Beschädigungen eine Vielzahl von Schadstoffen freisetzen können und damit eine Gefahr für umliegende Siedlungen darstellen, in denen häufig finanziell benachteiligte Minderheiten leben. In Westlake verursachte Laura ein Feuer in einer Chemiefabrik, die große Menge von Chlor verwendet. Aufgrund austretenden Chlors und des „chemischen Feuers“ wurde u. a. ein Gefahrgutalarm ausgelöst und Anwohner angewiesen, ihre Wohnungen nicht zu verlassen.
Laura brachte ebenfalls eine erhebliche Sturmflut mit sich, die aber ihren stärksten Effekt in einem Teil Louisianas hatte, wo es vor allem weitgehend unbesiedelte Feuchtgebiete gibt. Eine nachträgliche Analyse ergab, dass die Sturmflut eine Höhe von mindestens 17,2 Fuß über Boden (etwa 5,2 m) bzw. mehr als 20 Fuß (> 6 m) über dem Meeresspiegel erreichte. Dies ist eine der zehn höchsten Werte, die jemals im Golf von Mexiko gemessen wurden. Erreicht wurde diese Höhe bei Rutherford Beach, nur wenige Kilometer östlich des Calcasieu River, der der Sturmflut einen direkten Zugang zu Port Arthur erlaubt hätte. Da sie westlich der Zugbahn lagen, kamen die in Texas gelegenen Städte Port Arthur und Beaumont mit überschaubaren Schäden wie beschädigten Dächern und umgeknickten Bäumen durch den Sturm. In Lake Charles wurde darüber hinaus ein Wetterradar zerstört. Zudem waren mehr als 910.000 Menschen von Stromausfällen betroffen.
Im Bereich der Zugbahn wurden zudem auch im Binnenland Warnungen vor Tornados und Sturzfluten infolge von Starkniederschlägen herausgegeben. Letztere gelten u. a. für Teile von Arkansas, Missouri, Kentucky, Tennessee, Mississippi und Alabama.
Ersten Schätzungen zufolge (Stand 28. August 2020) verursachte der Hurrikan, obwohl er in den USA nur relativ gering besiedelte Regionen traf, Schäden von mehr als 10 Mrd. Dollar; andere Quellen nennen eine mögliche Schadenssumme zwischen 25 und 30 Mrd. Dollar. Eine Aufarbeitung von Dezember 2020 nennt eine Schadenshöhe von mehr als 18 Mrd. Dollar. Mindestens 33 Menschen kamen in Texas und Louisiana ums Leben.
Wenige Tage nach dem Landfall trat in den vom Sturm betroffenen Teilen Louisianas eine massive Hitzewelle auf, mit Temperaturen über 40 °C bei einer körperlich nur schwer zu ertragenden Luftfeuchtigkeit von mehr als 80 %. Diese verstärkte die Auswirkungen des Sturms, da zu diesem Zeitpunkt weiterhin Hunderttausende Menschen ohne Strom für Klimaanlagen waren und aufgrund beschädigter Wasserinfrastruktur keinen Zugang zu Leitungswasser hatten. Am 20. September waren weiterhin mehr als 30.000 Menschen ohne Strom und ohne Zugang zu einer funktionierenden Wasserversorgung. Noch Anfang Oktober, mehr als einen Monat nach Landfall von Laura, wurden in den USA noch mindestens 13.000 Bedürftige gezählt, die aufgrund des Hurrikans in Hotels leben mussten. Zu diesem Zeitpunkt galt für weite Teile von Cameron Parish weiterhin eine verpflichtende Evakuierungsanordnung.
Nach Durchzug des Sturms und den damit einhergehenden starken Regenfällen kam es in Louisiana zu einer Massenvermehrung von Stechmücken, die in großen Schwärmen Nutztiere stachen. Mehrere Hundert Rinder sowie einige Pferde starben direkt am Blutverlust nach einer Vielzahl von Stichen sowie indirekt durch Erschöpfung nach Flucht vor den Schwärmen.

### Hurrikan Marco
Am 20. August 2020 bildete sich in der westlichen Zentralkaribik das Tropische Tief Vierzehn. Am späten Abend des 21. August wurde das Tief, das sich zu dem Zeitpunkt in der Nordwestkaribik befand, zum Tropischen Sturm Marco hochgestuft. Marco ist der früheste M-Sturm seit Beginn der Aufzeichnungen. Marco zog anschließend in den Golf von Mexiko und auf die US-Küste. Für Teile Mexikos nahe Cancun wurde eine Hurrikanwarnung herausgegeben.
Am 23. August wurde Marco zum Hurrikan heraufgestuft. Einige Stunden später schwächte er sich wieder zum Tropensturm ab. Am Abend des 24. August, kurz bevor er in Louisiana, nahe der Mündung des Mississippi River, auf Land traf, verlor er Sturmstatus, wie eine 2021 publizierte Nachanalyse der Daten ergab. Ursprünglich war man von einem Landfall als schwacher Tropensturm ausgegangen, worauf Marco am 25. August mit weiter fallenden Windgeschwindigkeiten zu einem posttropischen Sturm erklärt wurde.
Marco kostete ein Menschenleben und verursachte einen Schaden von mindestens 50 Mio. Dollar.

### Tropischer Sturm Omar
Am 31. August 2020 bildete sich vor der Küste Carolinas das Tropische Tief Fünfzehn. Es wurde erwartet, dass das Tief sich zu einem Tropischen Sturm entwickeln würde. Dieser sollte auf den offenen Atlantik ziehen, ohne auf Festland zu treffen. Am Abend des 1. September wurde das Tief zum Tropischen Sturm Omar erklärt. Omar ist der früheste fünfzehnte Sturm seit Beginn der Aufzeichnungen. Zuvor hatten sich bis zum 1. September nie mehr als 12 Stürme gebildet. Den bisherigen Rekord hielt der Hurrikan Ophelia, der am 7. September 2005 zum tropischen Sturm erklärt wurde. Am Abend des 2. September wurde Omar wieder zu einem tropischen Tief herabgestuft.

### Hurrikan Nana
Am 1. September 2020 begann das National Hurricane Center Meldungen zum Potentiellen Tropischen Sturm Sechzehn herauszugeben, der in der Karibik entstanden war. Das System hatte zu diesem Zeitpunkt bereits Sturmstärke, aber noch keine geschlossene Zirkulation. Nachdem sich dies geändert hatte, wurde es noch am gleichen Tag zum Tropischen Sturm Nana erklärt. Für Teile von Honduras und Belize wurde eine Sturmwarnung herausgegeben. Nana ist der frühste N-Sturm seit Beginn der Aufzeichnungen.
In der Nacht vom 2. auf den 3. September 2020 verstärkte sich Nana zu einem Hurrikan der Kategorie 1. Kurz darauf traf er in Belize mit Windgeschwindigkeiten von 120 km/h auf Land. Gewarnt wurde vor schweren Regenfällen, Erdrutschen und gefährlichen Sturmfluten in Honduras, Guatemalas und dem Südosten Mexikos. In Belize forderte die Regierung Anwohner betroffener Küstenabschnitte auf, sich in Sicherheit zu bringen. Mehr als 1100 Menschen wurden dort in Notunterkünften untergebracht, wo aufgrund der Covid-19-Pandemie Maskenpflicht und Abstandsregeln gelten. Da Nana ein vergleichsweise kleiner Sturm war und Hurrikanbedingungen nur in einem Radius von ca. zehn Meilen (rund 16 Kilometer) um das Zentrum des Landfalls auftraten, wurde damit gerechnet, dass sie Schäden vor allem durch schwere Niederschläge bis ca. 200 Litern pro Quadratmeter auslöst, während die Auswirkungen durch Wind und Sturmflut als überschaubar beurteilt wurden.
Nach dem Landfall schwächte sich Nana wieder zu einem tropischen Sturm ab und wurde noch am selben Tag zu einem tropischen Tief. Am Morgen des 4. September löste sich das Tief auf.
Nana verursachte in Zentralamerika einen Schaden von mehr als 20 Millionen Dollar.

### Hurrikan Paulette
Am Morgen des 7. September 2020 (UTC) bildete sich im zentralen Atlantik ein tropisches Tief Siebzehn. Noch am selben Tag wurde es nach einer Verstärkung zum Tropischen Sturm Paulette erklärt. Paulette ist der am frühesten aufgetretene sechzehnte benannte Sturm seit Beginn der Aufzeichnungen. Gegen 3:00 Uhr UTC am 13. September erreichte Paulette Hurrikanstärke.
Am 14. September traf Paulette als Kategorie-1-Hurrikan direkt auf Bermuda. Nahezu die ganze Insel lag im Auge des Sturms, der sich beim Durchzug weiter zu einem Hurrikan der Kategorie 2 intensivierte. Es kam zu keinen größeren Schäden, allerdings fiel bei 20.000 Kunden der Strom aus. Am 16. September wandelte sich Paulette, die zu diesem Zeitpunkt noch immer Windgeschwindigkeiten mit Hurrikanstärke aufwies, zu einem posttropischen System um. Das NHC beobachtete das System weiterhin und stufte es am 22. September gegen 3:00 Uhr UTC erneut als Tropischen Sturm ein. Am 23. September wurde Paulette dann wieder zu einem posttropischen Sturm.
Paulette verursachte auf Bermuda einen Schaden von mehr als 50 Millionen Dollar.

### Tropischer Sturm Rene
Am 7. September 2020 bildete sich nahe der afrikanischen Küste, östlich der Kapverden, das Tropische Tief Achtzehn. Am Abend des gleichen Tages wurde das Tief zum Tropischen Sturm Rene heraufgestuft. Für die Kapverdischen Inseln, die auf der Zugbahn lagen, wurde eine Tropensturmwarnung herausgegeben. Neben Winden von Tropensturmstärke werden Niederschläge in Höhe von etwa 50 bis 125 Litern pro Quadratmeter erwartet. Rene ist der früheste R-Sturm der Geschichte, er übertraf damit den vorherigen Rekordhalter Rita, der sich am 18. September 2005 zum benannten Sturm entwickelt hatte. Am 12. September schwächte sich Rene im offenen Atlantik wieder zum tropischen Tief ab. Am 14. September löste sich Rene auf.

### Hurrikan Sally

#### Verlauf
Am 10. September um 0:00 Uhr UTC begann das NHC, ein Gebiet mit gestörtem Wetter über den Bahamas auf mögliche Entwicklungen zu überwachen. In den darauffolgenden Stunden nahm die Konvektion rasch zu und wurde besser organisiert. Sie bildete ein weites Gebiet mit niedrigem Druck. Am 11. September um 21:00 Uhr UTC wurde das System als Tropisches Tief Neunzehn klassifiziert. Am 12. September gegen 6:00 Uhr UTC traf das System im südlichen Florida auf Land. Nachdem es in Florida starke Regenfälle verursacht hatte, wanderte es in den Golf von Mexiko, wo es am Abend des 12. September zum Tropischen Sturm Sally heraufgestuft wurde. Sally ist der frühste benannte achtzehnte Sturm seit Beginn der Aufzeichnungen.

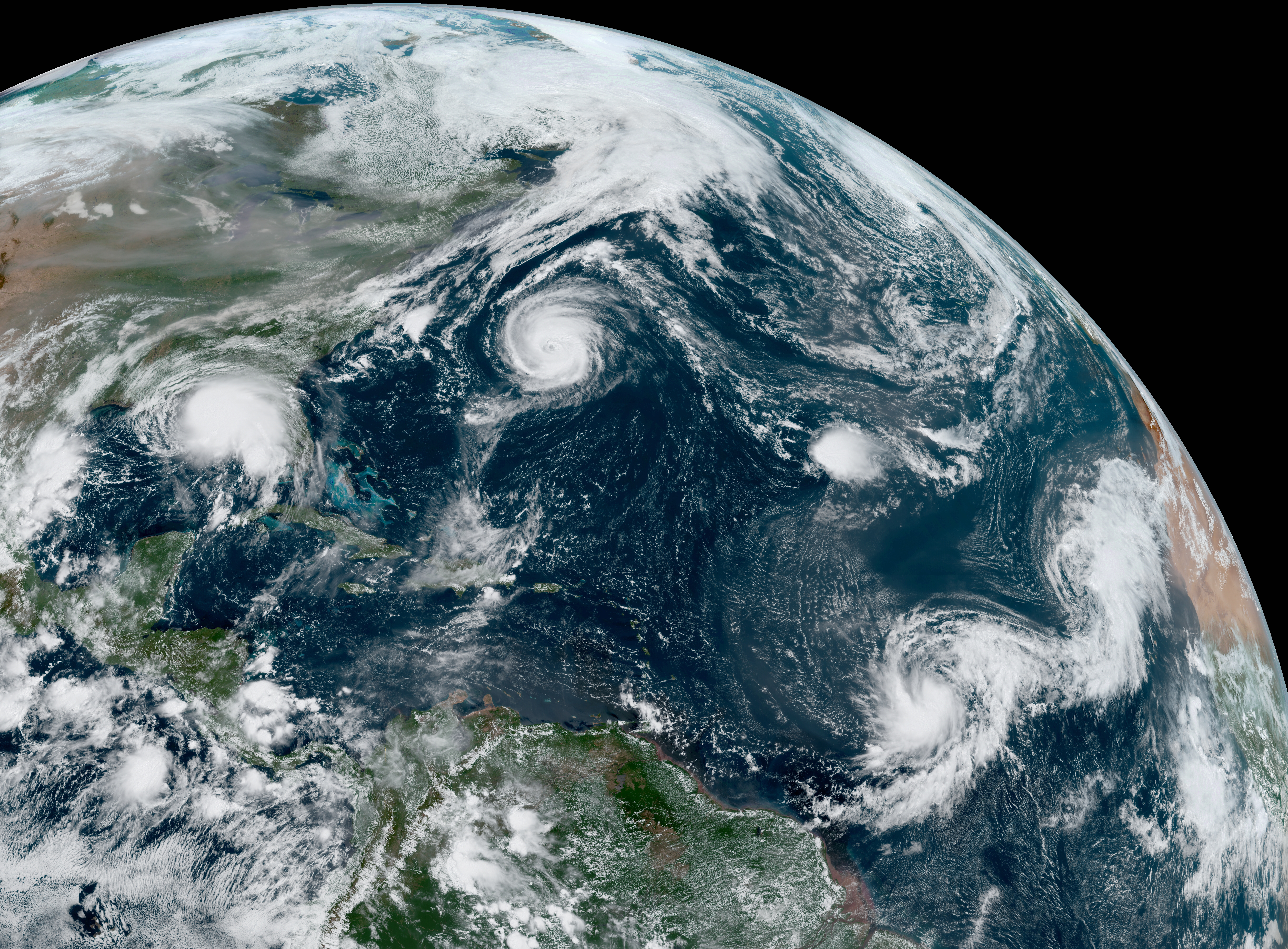
Das ausgedehnte helle Regengebiet nordwestlich von Kuba ist Sally, 4 weitere Tiefs am 14.9. im Atlantik

Am 14. September machte Sally eine rapide Intensivierung durch, bei der die Windgeschwindigkeit binnen kurzer Zeit von 55 Knoten auf 80 Knoten stieg. Dies entspricht einem starken Kategorie-1-Hurrikan. Wenig später wurde sie nach weiterer Stärkung zum Hurrikan der Kategorie 2 erklärt. Zu diesem Zeitpunkt bewegte sich Sally mit geringer Geschwindigkeit von nur ca. 9 km/h auf die US-Golfküste von Ost-Louisiana, Mississippi und Alabama zu, und später auf das Mississippi River Delta zu. Am 15. September schwächte sich der Sturm wieder geringfügig zum Kategorie-1-Hurrikan mit 140 km/h Windgeschwindigkeit ab. Das zu diesem Zeitpunkt nicht mit einem Auge ausgeprägte Zentrum des Wirbelsturms stand am Abend des 15. September im Mississippi Sound östlich der Flussmündung des Pearl Rivers nahe der Mobile Bay, wobei sich mehrere wechselnde Sturmzentren mit Gewittern ausbildeten. Anschließend intensivierte sich der Hurrikan wieder zu Hurrikan der Kategorie 2. Die plötzliche und unerwartete Verstärkung wird mit dem Durchzug von Hurrikan Marco einige Wochen früher in Verbindung gebracht. Einen ähnlichen Effekt hatte 2018 bei Hurrikan Michael gegeben, der sich in Küstennähe unerwartet zu einem Kategorie-5-Hurrikan entwickelt hatte.
Am Mittwoch, den 16. gegen 11 Uhr (UTC) traf Sally als Kategorie-2-Hurrikan mit einer Zuggeschwindigkeit von 5 km/h und Windgeschwindigkeiten von 165 km/h bei Gulf Shores auf die Küste. Der Ort des Landfalls war dabei nahezu der gleiche wie der von Hurrikan Ivan, der auf den Tag genau 16 Jahre zuvor als Kategorie-3-Hurrikan die Region getroffen hatte. Nach Landfall schwächte sich Sally zu einem tropischen Sturm ab.
Am 17. September wurde Sally zu einem posttropischen System, produzierte aber weiterhin schwere Regenfälle auf seinem Weg über den Südosten der USA.

#### Folgen
Sally verursachte schwere Regenfälle auf den Florida Keys. In Key West fielen am 12. September mehr als 11 Zoll Regen (> 375 Liter pro Quadratmeter), auf Islamorada etwa 300 Liter pro Quadratmeter. Dadurch wurden u. a. Straßen überflutet, zudem liefen Häuser voll Wasser. Behörden riefen dazu auf, möglichst sparsamen Gebrauch von Toilettenspülungen, Duschen und Waschmaschinen zu machen, um die Kanalisation nicht weiter zu belasten.
Während der Sturm nordwärts zog, wurden Flutwarnungen für die Westküste Floridas herausgegeben. Erwartet wurden dort zwischen 50 und 100 Litern Regen pro Quadratmeter. Für Teile der US-Golfküste wurde eine Hurrikanwarnung herausgegeben. Das National Hurricane Center warnte neben den starken Winden mit Orkanstärke vor einer bis etwa drei Meter hohen Sturmflut. Zudem warnte es angesichts der sehr langsamen Zuggeschwindigkeit von Sally vor enormen Regenmengen in Höhe von 250 bis 500 Litern pro Quadratmeter in Teilen von Mississippi, Alabama, Georgia und North und South Carolina. Lokal seien auch 750 Liter/m² möglich. Diese würden wahrscheinlich zur nennenswerten Überflutung von Städten, Sturzfluten sowie großflächig über die Ufer tretenden Flüssen führen. In manchen Regionen seien „historische lebensbedrohliche Überflutungen“ wahrscheinlich.
Aufgrund der erwarteten Regenmassen in Kombination mit der Sturmflut wurde Sally, obwohl nur ein Kategorie-1-Hurrikan, als äußerst gefährlich eingestuft. Bereits am 15. September, noch deutlich vor dem Landfall, begannen schwere Regenfälle. Parallel kam Sally weitgehend zum Stillstand und bewegte sich nur noch mit einer Geschwindigkeit von etwa 3 km/h auf Land zu. Dieses Phänomen, das zu gewaltigen Regenfällen an gleicher Stelle führen kann, wurde z. B. auch schon 2017 bei Hurrikan Harvey beobachtet, der auf diese Weise katastrophale Überflutungen in Houston und Umgebung verursachte.
Die Gouverneure von Louisiana, Mississippi, Florida und Alabama riefen den Notstand aus.
Sally verursachte insbesondere in Alabama, dem Florida Panhandle und im Südwesten Georgias schwere Schäden. In Alabama und Florida waren rund 500.000 Menschen ohne Strom. In den am stärksten betroffenen Regionen an der Küste Alabamas sowie dem Nordwesten Floridas fielen bis zum Abend des 16. September zwischen 50 und 75 cm Niederschlag (500 bis 750 Liter pro Quadratmeter). Straßenzüge waren überflutet, Gebäude standen unter Wasser und wurden durch die hohen Windgeschwindigkeiten beschädigt.
Schwer getroffen wurde die Stadt Pensacola, die eine etwa zwei Meter hohe Flutwelle erlitt, die dritthöchste der dortigen Geschichte. In der Region Pensacola fielen zudem mehr als 600 Liter Regen. In der Naval Air Station Pensacola wurden alleine bis zum Morgen 25 Zoll Regen (ca. 625 Liter/m²) gemessen, bei Fort Walton Beach etwa 675 Liter. In Escambia Bay wurde eine im Bau befindliche Brücke zerstört, als eine Montagebarge gegen sie gedrückt wurde und ein Kran auf sie fiel. Zudem wurden viele Bäume entwurzelt oder abgeknickt. In Baldwin County kam es laut Behörden zu „großen bis katastrophalen Überflutungen“ und einer „extrem gefährlichen Lage“. Viele Straßen waren überflutet und unpassierbar. Menschen und Tiere mussten vor den Wassermassen gerettet werden, nachdem über Nacht teilweise 100 Liter Regen pro Stunde gefallen und insgesamt 600 Liter Niederschlag und darüber aufgetreten waren.
In Escambia County (Florida) mussten 377 Personen von Rettungskräften in Sicherheit gebracht werden. Acht Menschen starben.
Die Schäden wurden ursprünglich auf 8 bis 10 Mrd. Dollar geschätzt. Eine Analyse vom Dezember 2020 nennt eine Schadenshöhe von mehr als 7 Mrd. Dollar. 8 Menschen starben.

### Hurrikan Teddy
Am 12. September 2020 bildete sich im Atlantik das Tropische Tief Zwanzig. Am 14. September wurde das Tief zum Tropischen Sturm Teddy heraufgestuft. Teddy ist der früheste T-Sturm seit Beginn der Aufzeichnungen. Nachdem er eine Zeit lang als Kategorie 2 Hurrikan verbracht hatte, intensivierte er sich am 17. September zunächst zu einem Kategorie-3-Hurrikan und wenige Stunden später zu einem Kategorie-4-Hurrikan mit Windgeschwindigkeiten von 220 km/h. Teddy bewegte sich als schwerer Hurrikan Richtung Nordwesten und schwächte sich nach einigen Tagen wieder zu einem Kategorie 1 Hurrikan ab. Am 23. September 2020 um 0 Uhr UTC schloss er eine Umbildung zum posttropischen Sturm ab, die Windgeschwindigkeiten erreichten aber nominell immer noch Hurrikanstärke.
Noch am gleichen Tag machte er als posttropischer Sturm mit Windgeschwindigkeiten von 110 km/h Landfall in der kanadischen Provinz Nova Scotia, wo er Regenfälle mit lokal bis über 130 Liter pro Quadratmeter brachte. Aufgrund von umgestürzten Bäumen kam es zu Stromausfällen, von denen ca. 28.000 Menschen betroffen waren; davon hatten 16.000 Menschen nach ein paar Stunden wieder Strom. Die Schadenshöhe liegt bei mehr als 35 Mio. Dollar.

### Tropischer Sturm Vicky
Am 14. September bildete sich im Atlantik das Tropische Tief Einundzwanzig. Wenige Stunden später wurde das Tief noch am gleichen Tag zum Tropischen Sturm Vicky erklärt. Vicky ist der früheste benannte zwanzigste Sturm seit Beginn der Aufzeichnungen. Damit waren gleichzeitig 5 tropische Stürme im Atlantik bzw. angeschlossenen Meeren aktiv (Paulette, Rene, Sally, Teddy und Vicky), womit der bisherige Rekord der Hurrikansaison 1971 eingestellt wurde.
Am 17. September schwächte sich Vicky zunächst zu einem Tropischen Tief ab und löste sich ein paar Stunden später auf.

### Tropischer Sturm Beta
Am 17. September 2020 bildete sich im Golf von Mexiko das Tropische Tief Zweiundzwanzig. Am 18. September wurde das System zum Tropischen Sturm Beta. Beta ist der zweite Sturm der Saison, bei dem das griechische Alphabet zur Namensgebung verwendet werden musste.
Der Sturm stellte verschiedene Rekorde auf: Beta ist der früheste benannte 23. Sturm seit Beginn der Aufzeichnungen und zugleich der dritte benannte Sturm, der sich am 18. September 2020 bildete. Dies ist das erste Mal, dass das National Hurricane Center drei neue benannte Stürme an einem Tag verzeichnete. Zudem war Beta bereits der zehnte Sturm des Monats. So viele benannte Stürme hatte es zuvor in keinem September gegeben.
Für Teile von Texas und Louisiana wurde eine Tropensturmwarnung herausgegeben. Erwartet wird, dass Beta dort aufgrund seiner langsamen Zuggeschwindigkeit neben einer bis etwa 1,5 Meter hohen Sturmflut schwere Regenfälle verursachen wird, darunter ebenfalls in Gebieten, die bereits einige Wochen zuvor schwer von Hurrikan Laura getroffen worden waren. Erwartet wurden Regenmengen zwischen 150 und 300 Liter pro Quadratmeter, im Bereich Houston und Galveston lokal bis ca. 375 Liter/m².
Am 22. September gegen 4:00 Uhr UTC traf Beta an der Küste von Texas auf Land. Beta ist der neunte benannte Sturm, der 2020 auf das US-amerikanische Festland traf; ein Rekord, der zuvor nur einmal im Jahr 1916 erreicht worden war. Bis zum Morgen (Ortszeit) hatte der Sturm, der anschließend zum tropischen Tief herabgestuft wurde, in manchen Regionen über 300 Liter Regen gebracht. Am Morgen des 23. September löste sich Beta als tropisches System auf, brachte aber als posttropischer Zyklon weiterhin schwere Regenfälle über Teile von Texas, Louisiana und Mississippi.
Durch Beta verlor eine Person ihr Leben. Der ökonomische Schaden durch den Sturm wird auf mehr als 400 Millionen Dollar geschätzt.

### Tropischer Sturm Wilfred
Am 14. September begann das NHC, ein Gebiet mit niedrigem Druck an der Küste Afrikas mit mittlerer Entwicklungschance zu verfolgen. Es zog langsam über den Ostatlantik und entwickelte sich am 18. September direkt zu einem tropischen Sturm. Wilfred ist der früheste benannte einundzwanzigste Sturm seit Beginn der Aufzeichnungen. Am 20. September wurde Wilfred zu einem Tropischen Tief herabgestuft. Am 21. September löste sich das System auf.

### Subtropischer Sturm Alpha
Um 6:00 Uhr UTC am 15. September begann das NHC, ein Gebiet mit niedrigem Druck zu verfolgen, das sich mit geringer Wahrscheinlichkeit der Entwicklung nach Südosten in die Nähe der Iberischen Halbinsel bewegte. Um 16:30 Uhr UTC am 18. September wurde das System als subtropischer Sturm Alpha klassifiziert. Alpha ist der früheste 22. benannte Sturm, der östlichste benannte Sturm, der sich jemals im Atlantik gebildet hat und der erste, der in Portugal das Festland erreichte. Zum zweiten Mal seit Beginn der Aufzeichnungen reichte die ursprüngliche Namensliste nicht aus, sodass auf griechische Buchstaben zurückgegriffen werden musste. Gegen 18:30 Uhr UTC am 18. September traf Alpha in Portugal auf Land. Dort löste er unter anderem neben Regenfällen und einer Sturmflut auch zwei Tornados aus. Bereits am 19. September löste sich das System wieder auf.
Durch Alpha kam eine Person ums Leben. Der ökonomische Schaden durch den Sturm wird auf mehr als 25 Millionen Dollar geschätzt.

### Hurrikan Gamma
Am 2. Oktober 2020 bildete sich in der Karibik, nördlich von Honduras, das Tropische Tief Fünfundzwanzig. Am 3. Oktober um 0 Uhr UTC wurde das Tief zum Tropischen Sturm Gamma erklärt. Gamma ist der am frühsten auftretende vierundzwanzigste benannte Sturm seit Beginn der Aufzeichnungen. Daraufhin intensivierte sich der Sturm deutlich und erreichte in Nähe der mexikanischen Küste kurzzeitig Hurrikanstärke. Für die Halbinsel Yucatan wurde eine Tropensturmwarnung herausgegeben. Das National Hurricane Center warnte vor schwere Regenfälle mit 250 bis 375 Liter/m² in Teilen Ostmexikos aber auch dem westlichen Teil Kubas, die lebensgefährliche Fluten auslösen können. Am Abend des 3. Oktober traf der Sturm im Nordosten der Halbinsel Yucatan auf Land. Am 5. Oktober wurde Gamma zu einem tropischen Tief und am frühen Morgen (UTC) des 6. Oktober zu einer post-tropischen Zyklone.
Der Sturm brachte Starkregen mit sich, es kam zu Erdrutschen und Überflutungen. Im Bundesstaat Tabasco wurden mehr als 3400 Bürger evakuiert und in Noteinrichtungen untergebracht.
Der Sturm verursachte einen ökonomischen Schaden von mehr als 100 Mio. Dollar. Mindestens sieben Menschen starben. Bei der nachträglichen Analyse im Jahr 2021 wurde Gamma zu einem Hurrikan der Kategorie 1 hochgestuft.

### Hurrikan Delta
Am 1. Oktober 2020 stellte der NHC eine tropische Welle in der östlichen Karibik mit einer möglichen Entwicklung zum Tropischen Sturm fest. Das System schlängelte sich bis zum 4. Oktober nach Westen, als das NHC es als Potenzielle Tropische Zyklone Sechsundzwanzig klassifizierte und um 21:00 UTC mit der Ausgabe von Hinweisen begann. Am 5. Oktober organisierte sich das System zu einem Tropischen Tief, einige Stunden später am gleichen Tag zum tropischen Sturm. Damit ist Delta der frühste 25. benannte Sturm seit Beginn der Aufzeichnungen; der vorherige Rekordhalter wurde am 15. November 2005 benannt.
Am 6. Oktober um 0:00 Uhr UTC wurde Delta zum Hurrikan heraufgestuft. In kurzer Zeit intensivierte sich Delta anschließend rapide bis zu einem Kategorie-4-Hurrikan. Insgesamt benötigte der Sturm nur rund 36 Stunden, um sich von einem tropischen Tief mit 40 Meilen pro Stunde bis zu einem Kategorie-4-Hurrikan mit 145 mph zu entwickeln. Dies ist die schnellste rapide Intensivierung vom tropischen Tief zu einem solchen Hurrikan, die jemals im Atlantik beobachtet wurde.
Für Teile der Halbinsel Yucatan wurde eine Hurrikanwarnung herausgegeben. Am 7. Oktober gegen 9:45 Uhr UTC traf Delta mit Windgeschwindigkeiten von 175 km/h auf Land. Im Nordosten Yucatáns traten Sturmfluten auf und es kam zu heftigen Regenfällen. Infolge der hohen Windgeschwindigkeiten stürzten Bäume und Strommasten um, zudem kam es zu lokal zu Überschwemmungen.
Nach seinem Zug über Land schwächte sich Delta zu einem Kategorie-1-Hurrikan ab, zeigte später im Golf von Mexiko über Wasser aber wieder Zeichen der Verstärkung und wurde daraufhin wieder zu einem Hurrikan der Kategorie 2 heraufgestuft. Zugleich vergrößerte sich der zuvor relativ kleine Sturm deutlich. Am Abend des 8. Oktober wurde Delta wieder zu einem Hurrikan der Kategorie 3 heraufgestuft.
Am Abend des 9. Oktober befand sich Delta – nun wieder zu einem Kategorie-2-Hurrikan zurückgestuft – vor der Küste Louisianas. Erwartet wird, dass der Sturm nahe dem Landfall-Punkt von Hurrikan Laura an Land gehen wird, der Ende August als Kategorie-4-Hurrikan diesen Teil Louisianas verwüstet hatte. Da viele Gebäude, die durch Laura beschädigt wurden, noch nicht instand gesetzt sind und weiterhin viel Schutt und Trümmer vor Ort vorhanden sind, die durch den Sturm herumgewirbelt werden können, wird mit einer ungewöhnlich hohen Gefährdungslage durch Windeinwirkung gerechnet. Das National Hurricane Center prognostiziert zudem eine Sturmflut in Höhe von 7 bis 11 Fuß an Teilen der Küste (ca. 2 bis 3,50 m) und schwere Regenfälle, bei denen lokal bis etwa 375 Liter pro Quadratmeter fallen können, die Sturzfluten und Überschwemmungen auslösen können.
Am 9. Oktober gegen 23:00 Uhr UTC machte der Sturm als Kategorie-2-Hurrikan mit Windgeschwindigkeiten von 155 km/h Landfall nahe Creole (Louisiana). Der Ort liegt nur etwa 13 Meilen östlich von Cameron, wo Laura Ende August auf Land getroffen war. Delta ist der zehnte benannte Sturm, der 2020 auf das US-amerikanische Festland traf, womit das Jahr 2020 den Rekord für die meisten Landfälle in einer Saison brach. Der vorherige Höchstwert lag bei neun Landfällen in der Atlantischen Hurrikansaison 1916. Delta ist zugleich der erste mit griechischem Buchstaben benannte Sturm, der in den USA an Land ging. Über Land schwächte sich Delta schnell zum Kategorie-1-Hurrikan ab. Noch am 10. Oktober wurde Delta erst zum tropischen Sturm, dann zum Tropischen Tief abgestuft und schließlich zur posttropischen Zyklone erklärt.
Delta löste weitflächige Stromausfälle aus, von denen mehr als 760.000 Kunden betroffen waren. Für mehr als fünf Millionen Menschen im Bereich des unteren Mississippi wurden zudem Warnungen vor Sturzfluten herausgegeben.
Der Sturm kostete sechs Menschen das Leben und verursachte einen Milliardenschaden. Alleine für die USA werden die Schäden auf mehr als 3 Mrd. Euro geschätzt, hinzu kommen mehrere als 350 Mio. Dollar in Mexiko.

### Hurrikan Epsilon
Am 15. Oktober (UTC) berichtete das NHC erstmals über ein nichttropisches Tiefdruckgebiet südöstlich von Bermuda. Die Wahrscheinlichkeit der Bildung eines tropischen Systems wurde kontinuierlich höher. Am 19. Oktober wurde es als Tropisches Tief Siebenundzwanzig, kurze Zeit später als Tropischer Sturm Epsilon eingestuft. Damit ist Epsilon der frühste 26. benannte Sturm seit Beginn der Aufzeichnungen.
Am 21. Oktober (UTC) erreichte Epsilon Hurrikanstärke und wurde nach einer rapiden Intensivierung als starker Kategorie-2-Hurrikan eingestuft. Epsilon ist der siebte Sturm der Saison, der sich rapide intensivierte. Zudem stellte er einen neuen Rekord auf: Nie zuvor machte ein Sturm so spät in der Hurrikansaison und so weit nördlich eine rapide Intensivierung durch. Binnen 24 Stunden wuchs seine Windgeschwindigkeit um 45 Knoten an. Kurz darauf wurde Epsilon nach einer weiteren Verstärkung zu einem schweren Hurrikan der Kategorie 3 hochgestuft. Nach einigen Stunden als schwerer Hurrikan schwächte sich Epsilon wieder zu einem Kategorie-1-Hurrikan ab. Am 26. Oktober verlor Epsilon seine tropischen Eigenschaften und wurde zu einer starken extratropischen Zyklone. Noch bis Ende Oktober war Epsilon über dem Atlantik aktiv. Das Ocean Prediction Center gab am 27. Oktober die letzte Hurricane Force Wind Warning und am 30. Oktober die letzte Sturmwarnung zu dem System heraus.
Epsilon war ein vergleichsweise großer Hurrikan. Mit Stand 24. Oktober, als er ein Kategorie-1-Hurrikan war, traten Tropensturmbedingungen noch bis zu 650 km vom Zentrum entfernt auf.

### Hurrikan Zeta
Am 15. Oktober (UTC) berichtete das National Hurricane Center erstmals über ein Tiefdruckgebiet in der westlichen Karibik, bei dem eine geringe Wahrscheinlichkeit der Entwicklung zu einem tropischen System bestand. Die Wahrschlichkeit erhöhte sich zunächst, fiel aber dann auf fast Null zurück. Ab 21. Oktober erhöhte sich die Wahrscheinlichkeit wieder, und das System erreichte am 24. Oktober die Eigenschaften eines tropischen Tiefs, das sich zu diesem Zeitpunkt in der Karibik südlich von Westkuba befand. Am frühen Morgen des 25. Oktober erreichte das System Sturmstärke und erhielt den Namen Zeta. Zeta ist der frühste 27. benannte Sturm seit Beginn der Aufzeichnungen. Am 26. Oktober erreichte Zeta Hurrikanstärke. Am 27. Oktober gegen 4:00 Uhr UTC traf das System nördlich von Tulum auf Land, am Nachmittag (UTC) desselben Tages hatte es die Halbinsel Yucatán überquert.
Am 28. Oktober 2020 machte der Sturm eine rapide Intensivierung durch und traf am Abend mit Windgeschwindigkeiten von 175 km/h, minimal unterhalb Kategorie-3-Stärke, bei Cocodrie (Louisiana) auf Land. Mit diesen Windgeschwindigkeiten ist Zeta einer der stärksten Hurrikans, der jemals so spät in der Hurrikansaison auf Land traf. Zeta ist zugleich der fünfte benannte Sturm, der in der Saison 2020 Louisiana traf, und stellte damit einen neuen Rekord für den Bundesstaat auf. Der vorherige Rekord wurde von der Hurrikansaison 2002 mit vier Landfällen gehalten.
Nach Landfall zog er Hurrikan über New Orleans hinweg. An einzelnen Küstenabschnitten in Louisiana wurde mit einer Flutwelle von 7 bis 11 Fuß (ca. 2 bis 3,3 m) gerechnet. Nach seinem Zug über Louisiana und Mississippi schwächte sich das System am frühen Morgen des 29. Oktober (UTC) über Alabama wieder zum Tropischen Sturm ab. Am Abend (UTC) desselben Tages verlor Zeta seine tropischen Eigenschaften und zog als Post-tropische Zyklone in nordöstlicher Richtung über den Atlantik. Am 1. November gab das OPC letztmals eine Sturmwarnung für das System aus.
Zeta wirkte vor allem über seine Windgeschwindigkeit, während er aufgrund seiner hohen Zuggeschwindigkeit vergleichsweise wenig Niederschlag mitbrachte. Zudem verursachte er eine Flutwelle. Der Hurrikan warf Bäume um, beschädigte Gebäude und sorgte für großflächige Stromausfälle in mehreren Bundesstaaten, insbesondere in Louisiana, Georgia, Alabama, Mississippi und den Carolinas. Mindestens 2,6 Millionen Haushalte und Gewerbebetriebe waren ohne Strom, mindestens sechs Menschen starben.
Der Hurrikan verursachte in den USA einen Schaden von mehr als 3,5 Mrd. Dollar. Hinzu kommen mehr als 60 Mio. Dollar Schaden in Jamaika und Mexiko. Acht Menschen starben.
Im April 2021 wurde der Hurrikan nach einer Überprüfung der Daten nachträglich zu einem Kategorie-3-Hurrikan hochgestuft. Zeta ist damit der am spätesten in der Saison auf Land treffendes starke Hurrikan seit Beginn der Aufzeichnungen. Zudem wurde auch der verursachte Sachschaden in den USA nun mit 4,4 Mrd. Dollar angegeben.

### Hurrikan Eta

#### Verlauf
Am 28. Oktober berichtete das National Hurricane Center erstmals über ein Tiefdruckgebiet in der südlichen Zentralkaribik, bei dem eine geringe Wahrscheinlichkeit der Entwicklung zu einem tropischen System bestand. Das System verband sich mit einer vom Atlantik kommenden in die Karibik ziehenden Tropischen Welle, so dass sich am 31. Oktober in der Zentralkaribik das Tropische Tief Neunundzwanzig bildete, das sich innerhalb weniger Stunden zum Tropischen Sturm Eta verstärkte. Eta ist der 28. Sturm der Saison und stellte damit den Allzeitrekord der Saison 2005 ein. Damals bildete sich der 28. Sturm Ende Dezember.
Am 2. November erreichte Eta Hurrikanstärke. Das System machte eine rapide Intensivierung durch und wurde wenige Stunden später zu einem Kategorie-4-Hurrikan. Damit intensivierte sich Eta schneller als alle jemals beobachteten Atlantik-Hurrikans im Monat November. Unter anderem nahm die Windgeschwindigkeit binnen 24 Stunden um 70 Meilen pro Stunde zu; doppelt so viel wie nötig für die offizielle Einstufung als rapide Intensivierung. Eta ist zugleich der fünfte Hurrikan in Folge, der sich rapide intensivierte. Auch ist Eta neben dem Kuba-Hurrikan, Lenny, Michelle und Paloma einer von nur fünf Hurrikanen der Kategorie 4 und höher, die sich jemals im November im Atlantik bildeten.
Am 3. November 2020 traf Eta als Kategorie-4-Hurrikan mit einer Windgeschwindigkeit von 220 km/h im Nordosten von Nicaragua auf Land. Ähnlich schnell wie die Verstärkung zuvor verlief danach die Abschwächung. In der Nacht vom 4. auf den 5. November erreichte Eta Honduras nur noch mit der Stärke einer Tropischen Depression. Die Vorhersage ging aufgrund des Zugwegs aber von einer erneuten Verstärkung aus. Nach seinem Zug über Nicaragua und Honduras erreichte Eta am frühen Morgen des 6. November (UTC) wieder das Karibische Meer.
Am 7. November erreichte Eta, nordostwärts über das Karibische Meer Richtung Cayman Islands und Kuba ziehend, erneut Sturmstärke. Am Morgen des 8. November traf das System an der Südküste Kubas erneut auf Land. Bereits am Nachmittag desselben Tages hatte Eta Kuba (Provinz Sancti Spíritus) überquert, die Floridastraße erreicht und seine Zugrichtung nach Nord-Nordwest geändert. Am frühen Morgen des 9. November (UTC) traf Eta in den Florida Keys zum dritten Mal in seinem Lebenszyklus auf Land. Eta ist damit der zwölfte Sturm, der in der Saison 2020 die Vereinigten Staaten traf.
Anschließend zog er weiter in den Golf von Mexiko. Dort erreichte er am 11. November etwa auf Höhe von Tampa Bay erneut kurzzeitig Hurrikanstärke. Am Morgen des 12. November berichtete das NHC, dass Eta in der Nähe von Cedar Key erneut auf Land getroffen ist. Am selben Tag überquerte er Nordflorida und zog in östlicher Richtung über den Atlantik. Im weiteren Verlauf zog er nordöstlich entlang der Küste und verlor am 13. November seine Tropischen Eigenschaften.
Erst am 19. November löste sich das System über Südnorwegen vollständig auf.

#### Folgen
Bereits vor Landfall wurde erwartet, dass Eta in Nicaragua potentiell katastrophale Verwüstungen durch Wind, Regen und eine Sturmflut verursachen wird. Vorhersagen prognostizieren Niederschläge von bis zu 900 Litern pro Quadratmeter, die in Nicaragua, Honduras, Guatemala und Belize zu schweren Überschwemmungen, Sturzfluten und Erdrutschen führen können. Auch für Jamaika, den Südosten Mexikos, El Salvador, sowie Teile Haitis und die Cayman Islands waren schwere Regenfälle angekündigt. Zudem wurde mit einer Sturmflut gerechnet, die ca. 4 bis 6 Meter Höhe erreichen kann. In Nicaragua wurden Notunterkünfte geöffnet, um Flüchtlingen Schutz vor dem Hurrikan zu bieten. Etwa 20.000 Menschen wurden evakuiert.
In einigen Teilen Zentralamerikas sorgte der Hurrikan für Überschwemmungen. In Honduras mussten sich daher rund 300.000 Menschen vor Hochwasser in Sicherheit bringen. In Guatemala wurde durch von Hurrikan Eta provozierte Erdrutsche unter anderem ein ganzes Dorf begraben. Auch in Mexiko wurde ein Dorf durch Erdrutsche in Folge des Hurrikans begraben. Durch den Hurrikan bzw. dessen Folgen starben Menschen in Mexiko, in Honduras, Panama, Costa Rica, Nicaragua und El Salvador. Mit Stand 11. November wurden mindestens 260 Tote in Mittelamerika registriert. Insgesamt litten mehr als 3 Millionen Menschen unter dem Hurrikan, insbesondere in Honduras, wo alleine mehr als 2 Millionen Menschen von schweren Überflutungen betroffen waren. Tausende Familien verloren hierdurch ihr Zuhause. Gemäß Rotem Kreuz sind mehr als 1,5 Millionen Menschen auf humanitäre Hilfe angewiesen.
Auch in Südflorida verursachte der Sturm schwere Regenfälle. In Miramar, wo die stärksten Niederschläge auftraten, wurden fast 16 Zoll Regen (ca. 400 Liter/m²) gemessen. Mehr als 200.000 Haushalte waren ohne Strom. Nach dem zweiten Landfall im Norden Floridas verursachte der Sturm schwere Regenfälle in den USA, insbesondere in North und South Carolina und Virginia. Dort wurden Regenmengen bis über 200 Liter pro Quadratmeter gemessen. Mindestens acht Menschen starben in den USA, wovon sieben Personen ertranken und einer durch einen Stromschlag ums Leben kam.
Der Sturm forderte mindestens 320 Menschenleben. Die Schäden werden auf mehr als 8,3 Mrd. US-Dollar geschätzt, davon > 6,8 Mrd. in Zentralamerika und > 1,5 Mrd. Dollar in den USA. Alleine in Honduras wurden die Schäden wenige Tage nach dem Hurrikan auf 3 bis 5 Milliarden Dollar geschätzt, was etwa 12 bis 21 % des Bruttoinlandsproduktes des Landes entspricht. In Nicaragua, wo der Sturm vor allem dünn besiedeltes Gebiet traf, wurden die Schäden auf mehr als 178 Millionen Dollar taxiert.

### Tropischer Sturm Theta
Am 6. November berichtete das National Hurricane Center erstmals über ein Tiefdruckgebiet südwestlich der Azoren, bei dem eine geringe Wahrscheinlichkeit der Entwicklung zu einem subtropischen oder tropischen System bestand. Am 10. November entwickelte es sich innerhalb von nur drei Stunden von einem nicht-tropischen System zu einem Subtropischen Sturm und bekam den Namen Theta. Am selben Tag entwickelte sich Theta zu einem Tropischen Sturm. Auf seinem weiteren Zugweg zunächst in östlicher, dann in nördlicher Richtung, verlor Theta am 15. November seine Tropischen Eigenschaften. Bis zum 17. November hatte sich das System aufgelöst.
Theta ist der 29. benannte Sturm der Saison. Damit stellte die Saison einen Allzeitrekord auf; nie zuvor wurden so viele Stürme binnen einer Saison registriert. Der vorherige Höchstwert war 28 Stürme und wurde in der Atlantischen Hurrikansaison 2005 erreicht.

### Hurrikan Iota

#### Verlauf
Am 8. November warnten einige nationale Wetterdienste in der Karibik vor starkem Regen und Gewittern, verursacht durch eine tropische Welle. Am selben Tag bestätigte das NHC, dass eine geringe Wahrscheinlichkeit bestehe, dass das System tropische Eigenschaften entwickelt. Am 13. November schließlich bildete sich im zentralen Karibischen Meer das Tropische Tief Einunddreißig. Wenige Stunden später wurde das Tief zum Tropischen Sturm Iota. Iota machte eine rapide Intensivierung durch und erreichte am 15. November Hurrikanstärke. Innerhalb von nur eineinhalb Tagen verstärkte er sich zu einem Kategorie-5-Hurrikan mit Windgeschwindigkeiten von 260 km/h. Nach einer leichten Abschwächung auf 250 km/h traf Iota am frühen Morgen des 17. November (UTC) an der Nordostküste Nicaraguas, nur etwa 25 Kilometer nördlich vom Landfallpunkt des Kategorie-4-Hurrikans Eta entfernt auf Land, der etwa zwei Wochen zuvor bereits die Region verwüstet hatte. Im weiteren Verlauf zog er nach einer rapiden Abschwächung westwärts über Honduras und erreichte als Tropische Depression El Salvador. Am 18. November nachmittags (UTC) verlor das System unweit der Küste El Salvadors seine Tropischen Eigenschaften.
Iota stellte eine Reihe von Rekorden auf. Er ist der erste 30. benannte Sturm einer atlantischen Hurrikansaison, der am spätesten aufgetretene Kategorie-5-Hurrikan im Atlantik seit Beginn der Aufzeichnungen und der zehnte Sturm der Saison 2020, der sich rapide intensivierte. Iota begann seine außergewöhnlich schnelle rapide Intensivierung als schwacher Tropensturm und setzte sie bis zur Kategorie 5 fort, wobei die Intensivierungsrate selbst für einen Sturm zum Saisonhöhepunkt im September extrem gewesen wäre. Binnen 6 Stunden nahm seine Windgeschwindigkeit um 40 Meilen pro Stunde zu, was mehr als 4 mal so viel ist wie für eine Einstufung als rapide Intensivierung nötig. Zudem fiel der Luftdruck binnen 24 Stunden um 61 Millibar, womit der Sturm in dieser Hinsicht auf Rang 4 aller Atlantikhurrikane liegt. Mit Iota gab es darüber hinaus das erste Mal überhaupt im November zwei schwere Hurrikane im Atlantik. Außerdem ist er der schwerste Sturm der Saison und der sechste schwere Hurrikan 2020, womit die Saison zusammen mit mehreren anderen auf Rang 2 hinter der Saison 2005 mit sieben schweren Hurrikanen liegt. Iota gilt als der bis dato stärkste Hurrikan, der jemals Nicaragua traf. Mit seinem Zug über die Insel Providencia ist Iota auch der erste Kategorie-5-Hurrikan, der kolumbianisches Gebiet traf.

#### Folgen
Das National Hurricane Center warnte vor schweren Zerstörungen durch den Hurrikan. Erwartet werden neben „potentiell katastrophalem“ Wind eine Sturmflut in Höhe von ca. 3 bis knapp 5 Metern Höhe sowie lebensbedrohliche Überflutungen in Binnenland durch schwere Regenfälle. Weitflächig wird mit 200 bis 400 Litern Niederschlag pro Quadratmeter gerechnet, die lokal 500 bis 750 Liter erreichen können. Diese werden für besonders gefährlich gehalten, da der Boden vor Ort bereits durch die immensen Niederschläge und Überflutungen, die Hurrikan Eta mit sich brachte, mit Wasser gesättigt ist, wodurch das Risiko für weitere Überflutungen und Erdrutsche größer wird.
Ersten Informationen zufolge richtete Iota in Zentralamerika durch Sturmschäden, Sturmflut, immense Regenmassen usw. schwerste Schäden an. In Nicaragua waren mehr als 400.000 Menschen von dem Sturm betroffen, etwa 62.000 wurden in Schutzanlagen evakuiert. Viele Regionen waren nach Durchzug des Hurrikans aufgrund großflächiger Überschwemmungen, Sturmschäden, beschädigten Brücken usw. unzugänglich. Schwer getroffen wurde auch die zu Kolumbien zählende Insel Providencia, deren Infrastruktur zu ca. 98 bis 99 % zerstört wurde. In manchen Regionen fielen durch Eta und Iota binnen zwei Wochen zweimal zwischen 500 und 750 Liter Niederschlag, an manchen Orten binnen des gleichen Zeitraums ein ganzer Jahresniederschlag. In Zentralamerika blieb die Lage auch Tage nach dem Durchzug des Hurrikans gefährlich, da nun viele Flüsse Hochwasser führen. Daraufhin wurden in Honduras die Evakuierungen fortgesetzt. Mindestens 49 Menschen starben durch den Hurrikan. Etwa eine Woche nach dem Sturm waren alleine im schwer getroffenen Honduras 89.000 Menschen in Notunterkünften untergebracht; zudem waren ca. 289.000 Menschen aufgrund zusammengebrochener Kommunikationsnetzwerke unerreichbar. Das Rote Kreuz geht davon aus, dass der Wiederaufbau in Zentralamerika nach Eta und Iota mindestens zwei Jahre benötigen wird.
Iota zerstörte viele Gebiete, die zuvor von Hurrikan Eta verschont geblieben waren, der etwa zwei Wochen zuvor in der Region auf Land traf. Anwohner bezeichneten die Auswirkungen von Iota als noch schlimmer als die von Eta. In Kombination werden die von den beiden Hurrikanen als schlimmste Umweltkatastrophe in Honduras seit Hurrikan Mitch beschrieben. In Honduras wurde auch der für den Auslandsverkehr zentrale Flughafen Ramón Villeda Morales International Airport überflutet und ein Terminal dabei schwer beschädigt. Daraufhin wurde der Flugverkehr bis voraussichtlich Mitte Dezember eingestellt.
Die Schäden werden auf mindestens 1,4 Mrd. Dollar geschätzt, davon 1,3 Mrd. in Zentralamerika. Mindestens 109 Menschen kamen ums Leben.
Eine Nachanalyse im Jahr 2021 ergab 5 Knoten geringere Windgeschwindigkeiten als ursprünglich bekannt gegeben. Damit einhergehend wurde Iota zum Kategorie-4-Hurrikan herabgestuft.

## Sturmnamen
Die nachfolgende Namensliste wurde für die tropischen und subtropischen Stürme verwendet, die sich 2020 im Nordatlantik bildeten. Diese Liste ist dieselbe wie die während der Saison 2014 verwendete.
| - Arthur - Bertha - Cristobal - Dolly - Edouard - Fay - Gonzalo | - Hanna - Isaias - Josephine - Kyle - Laura - Marco - Nana | - Omar - Paulette - Rene - Sally - Teddy - Vicky - Wilfred |  |

Da in dieser Saison mehr als 21 benannte Stürme auftraten, erhielten die weiteren Stürme Namen des griechischen Alphabets.
| - Alpha - Beta - Gamma - Delta | - Epsilon - Zeta - Eta - Theta | - Iota |

Am 17. März 2021 gab das RA-VI Hurricane Committee der WMO bekannt, die Namen Laura, Eta und Iota zu streichen. Gleichzeitig wurde beschlossen, bei Ausschöpfung der eigentlichen Namensliste die weiteren Namen nicht dem griechischen Alphabet zu entnehmen, sondern es wurde stattdessen eine Ersatzliste geschaffen.
Die übrigen Namen werden 2026 wiederverwendet.

## Saisonverlauf
Diese Tabelle gibt eine Übersicht aller tropischen Tiefdrucksysteme im nördlichen Atlantischen Ozean. Sie nennt Dauer, Namen, betroffene Landgebiete, Schadenssumme und Zahl der Opfer.
| Name             | Dauer                           | Spitzenklassifikation      | andauernde Windgeschwindigkeiten | Luftdruck | betroffene Gebiete                                                                                            | Schäden (USD)         | Tote                        | Belege |
| ---------------- | ------------------------------- | -------------------------- | -------------------------------- | --------- | --- | --------------------- | --------------------------- | ------ |
| Arthur           | 16. Mai bis 19. Mai             | Tropischer Sturm           | 95 km/h                          | 991 hPa   | Florida, Bahamas, North Carolina, Bermuda                                                                     | minimal               | 0                           |        |
| Bertha           | 27. Mai bis 28. Mai             | Tropischer Sturm           | 85 km/h                          | 1004 hPa  | Florida, Bahamas, South Carolina, North Carolina, Virginia, West Virginia, Pennsylvania                       | > 200 Mio.            | 0                           |        |
| Cristobal        | 01. Juni bis 10. Juni           | Tropischer Sturm           | 95 km/h                          | 992 hPa   | Guatemala, El Salvador, Belize, Mexiko, Nicaragua, Honduras                                                   | > 985 Mio.            | 2 (30 siehe Abschnitt oben) |        |
| Dolly            | 22. Juni bis 24. Juni           | Tropischer Sturm           | 85 km/h                          | 1002 hPa  | keine | minimal               | 0                           |        |
| Eduoard          | 04. Juli bis 6. Juli            | Tropischer Sturm           | 75 km/h                          | 1007 hPa  | Bermuda, Britische Inseln                                                                                     | minimal               | 0                           |        |
| Fay              | 09. Juli bis 11. Juli           | Tropischer Sturm           | 95 km/h                          | 998 hPa   | Ostküste der Vereinigten Staaten, Neuengland                                                                  | > 350 Mio.            | 6                           |        |
| Gonzalo          | 21. Juli bis 25. Juli           | Tropischer Sturm           | 100 km/h                         | 997 hPa   | Antillen, Trinidad und Tobago, Venezuela                                                                      | minimal               | 0                           |        |
| Hanna            | 23. Juli bis 27. Juli           | Kategorie-1-Hurrikan       | 150 km/h                         | 973 hPa   | Hispaniola, Kuba, Texas, Mexiko                                                                               | > 1,135 Mrd.          | 5                           |        |
| Isaias           | 30. Juli bis 5. August          | Kategorie-1-Hurrikan       | 140 km/h                         | 987 hPa   | Dominica, Puerto Rico, Hispaniola, Turks- und Caicosinseln, Bahamas, Ostküste der Vereinigten Staaten, Kanada | mehr als 5,025 Mrd.   | mindestens 18               |        |
| Zehn             | 31. Juli bis 2. August          | Tropisches Tiefdruckgebiet | 55 km/h                          | 1007 hPa  | Westafrika, Kapverdische Inseln                                                                               | keine                 | 0                           |        |
| Josephine        | 11. August bis 16. August       | Tropischer Sturm           | 75 km/h                          | 1004 hPa  | keine | keine                 | 0                           |        |
| Kyle             | 14. August bis 16. August       | Tropischer Sturm           | 85 km/h                          | 1000 hPa  | keine | keine                 | 0                           |        |
| Laura            | 20. August bis 29. August       | Kategorie-4-Hurrikan       | 240 km/h                         | 937 hPa   | Antillen, Puerto Rico, Hispaniola, Jamaika, Kuba, Yucatán, Florida Keys, Texas, Louisiana, Arkansas           | mindestens 18,17 Mrd. | 68                          |        |
| Marco            | 20. August bis 25. August       | Kategorie-1-Hurrikan       | 120 km/h                         | 991 hPa   | Mexiko, Kuba, Louisiana                                                                                       | mindestens 50 Mio.    | 1                           |        |
| Omar             | 31. August bis 5. September     | Tropischer Sturm           | 65 km/h                          | 1003 hPa  | keine | keine                 | 0                           |        |
| Nana             | 01. September bis 4. September  | Kategorie-1-Hurrikan       | 120 km/h                         | 994 hPa   | Jamaika, Cayman Islands, Honduras, Belize, Guatemala, Mexiko                                                  | mindestens 20 Mio.    | 0                           |        |
| Paulette         | 07. September bis 23. September | Kategorie-2-Hurrikan       | 165 km/h                         | 965 hPa   | Bermuda | > 50 Mio.             | 0                           |        |
| Rene             | 07. September bis 14. September | Tropischer Sturm           | 85 km/h                          | 1000 hPa  | Westafrika, Kapverdische Inseln                                                                               | minimal               | 0                           |        |
| Sally            | 11. September bis 17. September | Kategorie-2-Hurrikan       | 165 km/h                         | 968 hPa   | Bahamas, Florida, Louisiana, Mississippi, Alabama, Georgia                                                    | > 7 Mrd.              | 8                           |        |
| Teddy            | 12. September bis 23. September | Kategorie-4-Hurrikan       | 220 km/h                         | 945 hPa   | | > 35 Mio.             | 0                           |        |
| Vicky            | 14. September bis 17. September | Tropischer Sturm           | 85 km/h                          | 1002 hPa  | | minimal               | 1                           |        |
| Beta             | 17. September bis 23. September | Tropischer Sturm           | 95 km/h                          | 996 hPa   | Mexiko | mindestens 400 Mio.   | 1                           |        |
| Wilfred          | 18. September bis 21. September | Tropischer Sturm           | 65 km/h                          | 1008 hPa  | | minimal               | 0                           |        |
| Alpha            | 18. September bis 19. September | Subtropischer Sturm        | 85 km/h                          | 999 hPa   | Portugal | > 25. Mio.            | 1                           |        |
| Gamma            | 02. Oktober bis 6. Oktober      | Kategorie-1-Hurrikan       | 120 km/h                         | 978 hPa   | Mexiko, Kuba, Cayman Islands                                                                                  | > 100 Mio.            | 7                           |        |
| Delta            | 05. Oktober bis 10. Oktober     | Kategorie-4-Hurrikan       | 230 km/h                         | 954 hPa   | Mexiko, Kuba, Cayman Islands, Texas, Louisiana, Mississippi                                                   | ≥ 3,35 Mrd.           | 6                           |        |
| Epsilon          | 19. Oktober bis 26. Oktober     | Kategorie-3-Hurrikan       | 185 km/h                         | 951 hPa   | | minimal               | ?                           |        |
| Zeta             | 24. Oktober bis 29. Oktober     | Kategorie-3-Hurrikan       | 185 km/h                         | 970 hPa   | Yucatán, Louisiana, Mississippi, Alabama, Georgia, North Carolina                                             | ≥ 4,46 Mrd.           | 8                           |        |
| Eta              | 31. Oktober bis 13. November    | Kategorie-4-Hurrikan       | 240 km/h                         | 923 hPa   | Nicaragua, Honduras, Mexiko, Guatemala, Panama, Costa Rica, Kuba, Florida Keys, Cayman Islands, Bahamas       | > 8,3 Mrd.            | mindestens 320              |        |
| Theta            | 10. November bis 15. November   | Tropischer Sturm           | 110 km/h                         | 982 hPa   | | keine                 | 0                           |        |
| Iota             | 13. November bis 18. November   | Kategorie-4-Hurrikan       | 250 km/h                         | 917 hPa   | Providencia (Kolumbien), Nicaragua, Honduras, El Salvador                                                     | > 1,4 Mrd.            | mindestens 109              |        |
| Saison insgesamt |                                 |                            |                                  |           | |                       |                             |        |
| 31 Systeme       | 16. Mai bis 18. November        |                            | 260 km/h                         | 917 hPa   | | > 50,155 Mrd.         | ≥ 556                       |        |

## Belege
1. ↑  National Hurricane Center: Atlantic hurricane best track (Hurdat). Hurricane Research Division. Atlantic Oceanographic and Meteorological Laboratory. National Oceanic and Atmospheric Administrations Office of Oceanic & Atmospheric Research, April 2022, abgerufen am 22. Mai 2022 (englisch).
2. ↑  Update on National Hurricane Center Products and Services for 2017. National Hurricane Center, 23. Mai 2017, abgerufen am 12. März 2017 (englisch).
3. 1 2  Jeff Masters, Dana Nuccitelli: The top 10 weather and climate events of a record-setting year. In: Yale Climate Connections, 21. Dezember 2020. Abgerufen am 29. Dezember 2020.
4. ↑  The record-shattering 2020 hurricane season, explained. In: CBS, 20. November 2020. Abgerufen am 20. November 2020.
5. 1 2 3  Matthew Cappucci: 2020 tied a record for the most major hurricanes in the Atlantic, after further review. In: The Washington Post, 12. Mai 2021. Abgerufen am 12. Mai 2021.
6. 1 2 3 4 5  A slew of weather events – including two named storms troubling Europe – pose challenges far and wide . In: Yale Climate Connections, 18. September 2020. Abgerufen am 19. September 2020.
7. 1 2  The 2020 Atlantic hurricane season is busiest on record as Subtropical Storm Theta forms. In: The Washington Post, 10. November 2020. Abgerufen am 10. November 2020.
8. 1 2 3 4  Hurricane Iota rapidly intensifying, set to slam Central America as powerful storm. In: The Washington Post, 15. November 2020. Abgerufen am 15. November 2020.
9. 1 2  Eta, Now a Category 4 Hurricane, Takes Aim at Central America. In: The New York Times, 2. November 2020. Abgerufen am 2. November 2020.
10. 1 2 3  Hurricane Iota explosively intensifies to Category 5 as it bears down on Nicaragua. In: The Washington Post, 16. November 2020. Abgerufen am 16. November 2020.
11. ↑  Devastating 2020 Atlantic hurricane season breaks all records. In: The Guardian, 10. November 2020. Abgerufen am 11. November 2020.
12. 1 2 3  Tropical Storm Eta makes landfall in the Florida Keys. In: Yale Climate Connections, 9. November 2020. Abgerufen am 9. November 2020.
13. ↑  Scientists link record-breaking hurricane season to climate crisis . In: The Guardian, 15. November 2020. Abgerufen am 16. November 2020.
14. ↑  Weather panel ends use of Greek names for Atlantic hurricanes, retires deadly 2020 storms. In: The Washington Post, 17. März 2021. Abgerufen am 18. März 2021.
15. ↑  Background Information: The North Atlantic Hurricane Season. In: Climate Prediction Center. National Oceanic and Atmospheric Administration, 22. Mai 2019, abgerufen am 24. Oktober 2020 (englisch).
16. 1 2  Mark Saunders, Adam Lea: Extended Range Forecast for Atlantic Hurricane Activity in 2020. (PDF) In: University College London. Tropical Storm Risk, 19. Dezember 2019, abgerufen am 11. Mai 2020 (englisch).
17. 1 2  Phil Klotzbach, Michael Bell, Jhordanne Jones: Extended Range Forecast of Atlantic Seasonal Hurricane Activity and Landfall Strike Probability for 2020. (PDF) Colorado State University, 2. April 2020, archiviert vom Original am 2. April 2020; abgerufen am 11. Mai 2020 (englisch).  Info: Der Archivlink wurde automatisch eingesetzt und noch nicht geprüft. Bitte prüfe Original- und Archivlink gemäß Anleitung und entferne dann diesen Hinweis.
18. 1 2  Mark Saunders, Adam Lea: April Forecast Update for North Atlantic Hurricane Activity in 2020. (PDF) In: University College London. Tropical Storm Risk, 7. April 2020, abgerufen am 11. Mai 2020 (englisch).
19. 1 2  Kyle Davis, Xubin Zeng: University of Arizona (UA) April Forecast for North Atlantic Hurricane Activity in 2020. (PDF) In: University of Arizona. University of Arizona, 14. April 2020, abgerufen am 11. Mai 2020 (englisch).
20. 1 2  Brian Donegan, Jonathan Belles: 2020 Atlantic Hurricane Season Expected to Be More Active Than Usual, The Weather Company Outlook Says. The Weather Channel, 16. April 2020, abgerufen am 11. Mai 2020 (englisch).
21. 1 2  Tracey Peake, Lian Xie: 2020 Hurricane Season Will Be Active, NC State Researchers Predict. North Carolina State University, 17. April 2020, abgerufen am 11. Mai 2020 (englisch).
22. ↑  Michael E. Mann, Daniel J. Brouillette, Michael Kozar: The 2020 North Atlantic Hurricane Season: Penn State ESSC Forecast. Pennsylvania State University, 21. April 2020, archiviert vom Original am 2. Mai 2020; abgerufen am 27. Oktober 2020 (englisch).
23. ↑  Pronóstico de Ciclones Tropicales 2020. SMN, 20. Mai 2020, archiviert vom Original am 2. Juni 2020; abgerufen am 27. Oktober 2020 (spanisch).
24. 1 2  North Atlantic tropical storm seasonal forecast 2020. Met Office, 20. Mai 2020, abgerufen am 24. Oktober 2020 (englisch).
25. ↑  NOAA 2020 Atlantic Hurricane Season Outlook. Climate Prediction Center, 21. Mai 2020, archiviert vom Original am 10. Juni 2020; abgerufen am 27. Oktober 2020 (englisch).
26. ↑  Pre-Season Forecast for North Atlantic Hurricane Activity in 2020. (PDF; 506 KB) Tropical Storm Risk, 28. Mai 2020, archiviert vom Original am 10. Juni 2020; abgerufen am 27. Oktober 2020 (englisch).
27. ↑  Extended Range Forecast of Atlantic seasonal activity and landfall strike probability for 2020. (PDF; 2,4 MB) Colorado State University, 4. Juni 2020, archiviert vom Original am 4. Juni 2020; abgerufen am 27. Oktober 2020 (englisch).
28. ↑  Kyle Davis, Xubin Zeng: University of Arizona (UA) June Forecast for North Atlantic Hurricane Activity in 2020. University of Arizona, 12. Juni 2020, archiviert vom Original am 14. Juni 2020; abgerufen am 13. November 2020 (englisch).
29. ↑  EXTENDED RANGE FORECAST OF ATLANTIC SEASONAL HURRICANE ACTIVITY AND LANDFALL STRIKE PROBABILITY FOR 2020. (PDF; 2,8 MB) Colorado State University, 7. Juli 2020, abgerufen am 13. November 2020 (englisch).
30. ↑  July Forecast for North Atlantic Hurricane Activity in 2020. (PDF; 512 kB) Tropical Storm Risk, 7. Juli 2020, abgerufen am 13. November 2020 (englisch).
31. ↑  Active Atlantic Hurricane Season Outlook Update. The Weather Channel, 16. Juli 2020, abgerufen am 13. November 2020 (englisch).
32. ↑  FORECAST OF ATLANTIC SEASONAL HURRICANE ACTIVITY AND LANDFALL STRIKE PROBABILITY FOR 2020. (PDF; 2,3 MB) Colorado State University, 5. August 2020, abgerufen am 13. November 2020 (englisch).
33. ↑  August Forecast Update for North Atlantic Hurricane Activity in 2020. (PDF; 575 kB) Tropical Storm Risk, 5. August 2020, abgerufen am 13. November 2020 (englisch).
34. 1 2  Hurricane Forecast: ‘One of the Most Active Seasons on Record’. In: The New York Times, 6. August 2020. Abgerufen am 7. August 2020.
35. ↑  NOAA's Atlantic Hurricane Season Classifications. In: National Oceanic and Atmospheric Administration. National Hurricane Center, 22. Mai 2008, archiviert vom Original am 10. Mai 2020; abgerufen am 11. Mai 2020 (englisch).  Info: Der Archivlink wurde automatisch eingesetzt und noch nicht geprüft. Bitte prüfe Original- und Archivlink gemäß Anleitung und entferne dann diesen Hinweis.
36. ↑  Kimberly Miller and Gareth McGrath: Hurricanes in a pandemic: 'Absolutely that’s our nightmare scenario'. USA TODAY, 2. April 2020, abgerufen am 11. Mai 2020 (englisch).
37. ↑  US hurricane experts predict 'extremely active' storm season. In: The Guardian, 7. August 2020. Abgerufen am 8. August 2020.
38. ↑  NHC Graphical Outlook Archive. In: www.nhc.noaa.gov. 12. Mai 2020, abgerufen am 17. Mai 2020 (englisch).
39. ↑  NHC Graphical Outlook Archive. In: www.nhc.noaa.gov. 13. Mai 2020, abgerufen am 17. Mai 2020 (englisch).
40. ↑  Atlantic 2-Day Graphical Tropical Weather Outlook. In: web.archive.org. 16. Mai 2020, archiviert vom Original am 16. Mai 2020; abgerufen am 17. Mai 2020 (englisch).  Info: Der Archivlink wurde automatisch eingesetzt und noch nicht geprüft. Bitte prüfe Original- und Archivlink gemäß Anleitung und entferne dann diesen Hinweis.
41. ↑  Tropical Storm Arthur forms off Florida, becoming the first named storm of the season. In: USA Today, 17. Mai 2020. Abgerufen am 17. Mai 2020.
42. ↑  FIRST ALERT: Tropical Storm Bertha forms off Carolina coast (Seite nicht mehr abrufbar, festgestellt im Oktober 2022. Suche in Webarchiven)  Info: Der Link wurde automatisch als defekt markiert. Bitte prüfe den Link gemäß Anleitung und entferne dann diesen Hinweis. In: WMBF News, 27. Mai 2020. Abgerufen am 27. Mai 2020.
43. ↑  Tropical Storm Bertha quickly forms, strikes South Carolina after dumping 14 inches of rain in Miami. In: The Washington Post, 27. Mai 2020. Abgerufen am 27. Mai 2020.
44. 1 2 3 4 5 6 7 8 9 10 11 12 13 14 15 16 17 18 19 20 21  Global Catastrophe Recap December 2020 (Memento des Originals vom 2. Februar 2021 im Internet Archive)  Info: Der Archivlink wurde automatisch eingesetzt und noch nicht geprüft. Bitte prüfe Original- und Archivlink gemäß Anleitung und entferne dann diesen Hinweis.. Aon. Abgerufen am 2. Februar 2021.
45. ↑  Tropical Storm Cristobal develops in the Gulf of Mexico, may approach the U.S. by weekend. In: The Washington Post, 2. Juni 2020. Abgerufen am 3. Juni 2020.
46. ↑  Cristobal becomes the earliest third Atlantic named storm on record. Abgerufen am 3. Juni 2020 (englisch).
47. ↑  Tropical depression Cristobal expected to turn back toward the US coast and re-intensify. In: CNN, 4. Juni 2020. Abgerufen am 4. Juni 2020.
48. ↑  Cristobal Threatens Gulf Coast From Louisiana to Florida. In: The New York Times, 5. Juni 2020. Abgerufen am 9. Juni 2020.
49. ↑  Cristobal is now a tropical storm as it threatens the Gulf Coast. In: CNN, 5. Juni 2020. Abgerufen am 5. Juni 2020.
50. ↑  Tropical Storm Cristobal makes landfall in Southeast Louisiana with dangerous coastal and inland flooding. In: Washington Post, 7. Juni 2020. Abgerufen am 8. Juni 2020.
51. ↑  Cristobal destroys protective sand dunes in Grand Isle, La., a troubling omen in what could be a rough hurricane season. In: Washington Post, 9. Juni 2020. Abgerufen am 9. Juni 2020.
52. ↑  Zoya Teirstein: The 2020 hurricane season is tearing through the alphabet at ‘LMNOP’ speed. In: GRIST, 25. August 2020. Abgerufen am 25. August 2020.
53. ↑  KCC estimates insured losses of nearly $150 million from tropical storm Cristobal. In: Reuters, 10. Juni 2020. Abgerufen am 23. Juni 2020.
54. ↑  Short-lived subtropical system attempting to brew in Atlantic Ocean. In: www.accuweather.com, 22. Juni 2020. Abgerufen am 22. Juni 2020.
55. ↑  Dolly, the fourth named storm of the hurricane season, forms off the Northeast coast . In: CNN, 23. Juni 2020. Abgerufen am 23. Juni 2020.
56. ↑  POST-TROPICAL CYCLONE DOLLY FORECAST/ADVISORY NUMBER 9. National Hurricane Center, 24. Juni 2020. Abgerufen am 24. Juni 2020.
57. ↑  Tropical Depression Five Forecast Advisory. National Hurricane Center, 4. Juli 2020. Abgerufen am 4. Juli 2020.
58. ↑  Tropical Storm Edouard moves through Atlantic away from US. In: The Washington Post, 6. Juli 2020. Abgerufen am 6. Juli 2020.
59. ↑  Post-Tropical Cyclone Edouard Advisory Number 10. National Hurricane Center, 6. Juli 2020. Abgerufen am 6. Juli 2020.
60. ↑  Tropical Storm Fay forms, set to bring heavy rainfall to Mid-Atlantic coast, Northeast. In: The Washington Post, 9. Juli 2020. Abgerufen am 9. Juli 2020.
61. ↑  Tropical Storm Fay makes landfall in New Jersey. In: CNN, 10. Juli 2020. Abgerufen am 10. Juli 2020.
62. ↑  Fay weakens to tropical depression over southeastern New York, NHC says. In: Reuters, 11. Juli 2020. Abgerufen am 11. Juli 2020.
63. ↑  Post-Tropical Cyclone Fay Public Advisory. National Hurricane Center. Abgerufen am 11. Juli 2020.
64. ↑  East Coast’s Insured Loss From Tropical Storm Fay to Tally Near $400 Million: KCC. In: Insurance Journal, 15. Juli 2020. Abgerufen am 20. Juli 2020.
65. ↑  Tropical Depression Seven Discussion Number 1.National Hurricane Center. Abgerufen am 21. Juli 2020.
66. ↑  Tropical Storm Gonzalo forms as second tropical disturbance swirls in the Gulf of Mexico. In: Washington Post, 22. Juli 2020. Abgerufen am 22. Juli 2020.
67. ↑  Remnants of Gonzalo Public Advisory. National Hurricane Center. Abgerufen am 26. Juli 2020.
68. ↑  Tropical Storm Gonzalo expected to become season's first hurricane as a new tropical depression forms in Gulf of Mexico. In: CNN, 23. Juli 2020. Abgerufen am 23. Juli 2020.
69. ↑  Tropical Storm Hanna develops in Gulf of Mexico while Gonzalo churns west toward Barbados. In: The Washington Post, 23. Juli 2020. Abgerufen am 24. Juli 2020.
70. ↑  Hanna Strengthens Into Hurricane, the First of the Atlantic Season. In: The New York Times, 25. Juli 2020. Abgerufen am 25. Juli 2020.
71. ↑  Hanna, first hurricane of Atlantic season, prepares to make landfall in Texas. In: The Washington Post, 25. Juli 2020. Abgerufen am 25. Juli 2020.
72. ↑  Hurricane Hanna Hits Texas Region Struggling With Coronavirus. In: The New York Times, 25. Juli 2020. Abgerufen am 26. Juli 2020.
73. ↑  Hanna hammering South Texas, hit hard by coronavirus, with flooding rains. In: The Washington Post, 26. Juli 2020. Abgerufen am 26. Juli 2020.
74. ↑  Hanna weakens after leaving 4 dead, 6 missing in Mexico (Memento des Originals vom 28. Juli 2020 im Internet Archive)  Info: Der Archivlink wurde automatisch eingesetzt und noch nicht geprüft. Bitte prüfe Original- und Archivlink gemäß Anleitung und entferne dann diesen Hinweis.. In: La Prensa latina, 27. Juli 2020. Abgerufen am 2. August 2020.
75. ↑  Potential Tropical Cyclone Nine Advisory Number 2. National Hurricane Center. Abgerufen am 28. Juli 2020.
76. ↑  Tropical Storm Isaias forms and could affect Florida this weekend. In: The Washington Post, 30. Juli 2020. Abgerufen am 30. Juli 2020.
77. ↑  Hurrikan „Isaias“ nähert sich den Bahamas und Florida. In: Frankfurter Allgemeine Zeitung, 31. Juli 2020. Abgerufen am 31. Juli 2020.
78. 1 2  Isaias scraping Florida coast, and poised to affect entire Eastern Seaboard with heavy rain, strong winds. In: The Washington Post, 2. August 2020. Abgerufen am 2. August 2020.
79. ↑  Tropical Storm Isaias may target Florida this weekend, and East Coast states farther north next week. In: The Washington Post, 30. Juli 2020. Abgerufen am 30. Juli 2020.
80. ↑  „Isaias“ hat wieder Hurrikan-Stärke. In: Frankfurter Allgemeine Zeitung, 3. August 2020. Abgerufen am 3. August 2020.
81. ↑  One killed, 400,000 lost power in Va. and Md. as Isaias spawns tornadoes and drenches the D.C. region. In: The Washington Post, 4. August 2020. Abgerufen am 4. August 2020.
82. ↑  Millionen ohne Strom. "Isaias" fegt über US-Ostküste – drei Tote. In: n-tv.de, 5. August 2020. Abgerufen am 5. August 2020.
83. ↑  After Isaias, 2.3 Million Still Without Power in New York Area. In: The New York Times, 5. August 2020. Abgerufen am 6. August 2020.
84. ↑  Post-Tropical Cyclone Isaias Advisory Number 33. National Hurricane Center. Abgerufen am 5. August 2020.
85. ↑  Tropical Depression Ten Advisory Number 1. National Hurricane Center. Abgerufen am 31. Juli 2020.
86. ↑  Remnants Of Ten Advisory Number 6. National Hurricane Center. Abgerufen am 2. August 2020.
87. ↑  Tropical Depression Eleven Advisory Number 1. National Hurricane Center. Abgerufen am 11. August 2020.
88. ↑  Tropical Storm Josephine forms in Atlantic as possible uptick in storm activity looms. In: The Washington Post, 13. August 2020. Abgerufen am 13. August 2020.
89. ↑  Tropical Depression Josephine Advisory Number 20. National Hurricane Center. Abgerufen am 16. August 2020.
90. ↑  Tropical Depression Josephine Advisory Number 21. National Hurricane Center. Abgerufen am 16. August 2020.
91. ↑  Tropical Storm Kyle, the earliest 11th named storm on record, spins up off East Coast. In: The Washington Post, 14. August 2020. Abgerufen am 14. August 2020.
92. ↑  Post-Tropical Cyclone Kyle Advisory Number 7. National Hurricane Center. Abgerufen am 16. August 2020.
93. ↑  Tropical Depression Thirteen Advisory Number 1. National Hurricane Center. Abgerufen am 20. August 2020.
94. ↑  Tropical Storm Laura forms, could be one of two Gulf Coast hurricanes next week. In: The Washington Post, 21. August 2020. Abgerufen am 21. August 2020.
95. ↑  Updates: Laura to become dangerous, major hurricane as it takes aim at Texas and Louisiana. In: The Washington Post, 25. August 2020. Abgerufen am 25. August 2020.
96. 1 2 3  Updates: Hurricane Laura expected to be ‘catastrophic’ Category 4 at landfall near Texas-Louisiana border. In: The Washington Post, 26. August 2020. Abgerufen am 26. August 2020.
97. 1 2  Hurricane Laura Live Updates: Gulf Coast Lashed by High Winds and Flooding. In: The New York Times, 27. August 2020. Abgerufen am 27. August 2020.
98. ↑  Tropical Depression Laura Advisory Number 33. National Hurricane Center. Abgerufen am 28. August 2020.
99. ↑  ‚Devastating‘ Laura is tied as the fifth-strongest hurricane on record to make landfall in the continental U.S. In: Yale Climate Connections, 27. August 2020. Abgerufen am 27. August 2020.
100. ↑  Tropical Depression Thirteen Advisory Number 14A. National Hurricane Center. Abgerufen am 23. August 2020.
101. ↑  Mindestens acht Todesopfer durch Tropensturm "Laura". In: Spiegel Online, 23. August 2020. Abgerufen am 24. August 2020.
102. ↑  Tropical Storm Laura Brings Heavy Downpours to Hispaniola, Puerto Rico. In: NBC Miami, 23. August 2020. Abgerufen am 24. August 2020.
103. ↑  Hurricane Laura death toll climbs to 14 in the US. In: BBC, 29. August 2020. Abgerufen am 30. August 2020.
104. ↑  Kuba beseitigt Sturmschäden von „Laura“. In: Kuba heute, 27. August 2020. Abgerufen am 28. August 2020.
105. ↑  Laura is now a hurricane and is forecast to strengthen more before hitting the Gulf Coast. In: CNN, 25. August 2020. Abgerufen am 26. August 2020.
106. ↑  Hurricane Laura Live Updates: Evacuations Near Houston as Texas Prepares. In: The New York Times, 25. August 2020. Abgerufen am 26. August 2020.
107. 1 2  Fires and Storms Push Demand for Emergency Shelter to a New High. In: The New York Times, 1. Oktober 2020. Abgerufen am 2. Oktober 2020.
108. ↑  Hurricane Laura poses biggest storm threat to U.S. oil output in 15 years. In: Reuters, 25. August 2020. Abgerufen am 26. August 2020.
109. ↑  Laura upgraded to Category 4 hurricane, ‘unsurvivable’ storm surge forecast for Texas-Louisiana. In: CNBC, 26. August 2020. Abgerufen am 26. August 2020.
110. 1 2  Laura devastated a narrow path north of the Gulf Coast, sparing some population centers. In: The Washington Post, 28. August 2020. Abgerufen am 28. August 2020.
111. ↑  Hurricane Laura produced a 17-foot surge, Weather Service finds, validating its dire predictions. In: The Washington Post, 26. September 2020. Abgerufen am 27. September 2020.
112. 1 2  Hurricane Laura by the numbers: Winds to 137 mph, a 15-foot surge and yet another Category 4+ on U.S. soil. In: The Washington Post, 28. August 2020. Abgerufen am 28. August 2020.
113. ↑  Tropical Depression Laura Advisory Number 35. National Hurricane Center. Abgerufen am 28. August 2020.
114. ↑  Der Hurrikan «Laura» steigerte sich extrem schnell – nur viel Glück verhinderte in Louisiana eine grössere Katastrophe. In: Neue Zürcher Zeitung, 28. August 2020. Abgerufen am 28. August 2020.
115. ↑  Suffocating heat is plaguing Louisiana areas ravaged by Hurricane Laura, where more than 300,000 lack power. In: The Washington Post, 31. August 2020. Abgerufen am 31. August 2020.
116. 1 2  Tropical Storm Beta brings heavy rains to coastal Texas, Louisiana as it crawls closer to shore. In: The Washington Post, 20. September 2020. Abgerufen am 22. September 2020.
117. ↑  Thick swarms of mosquitoes are killing livestock in Louisiana after Hurricane Laura. In: CBS, 11. September 2020. Abgerufen am 11. September 2020.
118. ↑  Tropical Depression Fourteen Advisory Number 1. National Hurricane Center. Abgerufen am 20. August 2020.
119. ↑  Two Gulf hurricanes at the same time? Tropical Storms Laura, Marco have formed. In: USA Today, 22. August 2020. Abgerufen am 22. August 2020.
120. ↑  Tropical Storms Laura and Marco Form. In: The New York Times, 22. August 2020. Abgerufen am 22. August 2020.
121. ↑  Hurricane Marco Update Statement. National Hurricane Center. Abgerufen am 23. August 2020.
122. ↑  Zwölf Sturm-Tote in der Karibik. In: Tagesschau.de, 24. August 2020. Abgerufen am 24. August 2020.
123. ↑  Hurricane Marco Update Statement. National Hurricane Center. Abgerufen am 25. August 2020.
124. ↑  Post-Tropical Cyclone Marco Advisory Number 21. National Hurricane Center. Abgerufen am 25. August 2020.
125. ↑  Tropical Depression Fifteen Advisory Number 1. National Hurricane Center. Abgerufen am 31. August 2020.
126. ↑  Tropical Depression Fifteen Advisory Number 5. National Hurricane Center. Abgerufen am 1. September 2020.
127. ↑  Tropical Storm Nana forms in Caribbean, could make landfall as hurricane in Belize. Omar forms off East Coast. In: The Washington Post, 1. September 2020. Abgerufen am 1. September 2020.
128. ↑  Tropical Depression Fifteen Advisory Number 9. National Hurricane Center. Abgerufen am 2. September 2020.
129. ↑  Potential Tropical Cyclone Sixteen Advisory Number 1. National Hurricane Center. Abgerufen am 1. September 2020.
130. ↑  Tropical Storm Nana Intermediate Advisory Number 2A. National Hurricane Center. Abgerufen am 1. September 2020.
131. ↑  Tropical Storm Nana forms in Caribbean, could make landfall as hurricane in Belize. In: The Washington Post, 1. September 2020. Abgerufen am 1. September 2020.
132. ↑  Hurrikan «Nana» trifft in Belize auf Land. In: Nau.ch, 3. September 2020. Abgerufen am 3. September 2020.
133. ↑  Jeff Masters: Hurricane Nana downgraded to tropical storm after landfall in Belize. In: Yale Climate Connection, 3. September 2020. Abgerufen am 4. September 2020.
134. ↑  Tropical Storm Nana Intermediate Advisory Number 9A. National Hurricane Center. Abgerufen am 3. September 2020.
135. ↑  Tropical Storm Nana Intermediate Advisory Number 11. National Hurricane Center. Abgerufen am 3. September 2020.
136. ↑  Remnants Of Nana Discussion Number 12. National Hurricane Center. Abgerufen am 4. September 2020.
137. ↑  Tropical Depression Seventeen Forecast/Advisory Number 1. National Hurricane Center. Abgerufen am 7. September 2020.
138. ↑  Tropical Storm Paulette Advisory Number 3. National Hurricane Center. Abgerufen am 7. September 2020.
139. ↑  Paulette forms and Rene will soon, continuing the extremely active 2020 hurricane season. In: CNN, 7. September 2020. Abgerufen am 7. September 2020.
140. ↑  Hurricane Paulette Public Advisory. In: nhc.noaa.gov. Abgerufen am 13. September 2020.
141. 1 2  Sally intensifies into a dangerous hurricane. In: Yale Climate Connections, 14. September 2020. Abgerufen am 15. September 2020.
142. ↑  Post-Tropical Cyclone Paulette Advisory Number 39. National Hurricane Center. Abgerufen am 16. September 2020.
143. ↑  Tropical Storm Paulette Public Advisory. In: nhc.noaa.gov. Abgerufen am 22. September 2020.
144. ↑  Post-Tropical Cyclone Paulette Advisory Number 44. National Hurricane Center. Abgerufen am 23. September 2020.
145. ↑  Tropical Depression Eighteen Advisory Number 1. National Hurricane Center. Abgerufen am 7. September 2020.
146. ↑  Tropical Depression Eighteen Advisory Number 3. National Hurricane Center. Abgerufen am 7. September 2020.
147. ↑  Record year for Atlantic storms as two new systems form in a day . In: The Guardian, 8. September 2020. Abgerufen am 8. September 2020.
148. ↑  Tropical Depression Eighteen Advisory Number 22. National Hurricane Center. Abgerufen am 12. September 2020.
149. ↑  Tropical Depression Eighteen Advisory Number 31. National Hurricane Center. Abgerufen am 14. September 2020.
150. ↑  Tropical Depression Nineteen Public Advisory. In: nhc.noaa.gov. Abgerufen am 11. September 2020.
151. ↑  Tropical Depression NINETEEN. In: nhc.noaa.gov. Abgerufen am 12. September 2020.
152. 1 2  Tropical Storm Sally forms in the Gulf of Mexico. In: CNN, 12. September 2020. Abgerufen am 12. September 2020.
153. ↑  Hurricane Sally Special Discussion Number 13. National Hurricane Center. Abgerufen am 14. September 2020.
154. ↑  Slow-moving Hurricane Sally becomes a Category 2 hurricane as it takes aim at Gulf Coast. In: CBS, 14. September 2020. Abgerufen am 15. September 2020.
155. 1 2  Hurricane Sally Intermediate Advisory Number 16A. National Hurricane Center. Abgerufen am 15. September 2020.
156. ↑  HURRICANE SALLY SPECIAL FORECAST/ADVISORY NUMBER 20. National Hurricane Center. Abgerufen am 16. September 2020.
157. ↑  Weatherwatch: did Marco set the scene for Hurricane Sally?. In: The Guardian, 25. September 2020. Abgerufen am 26. September 2020.
158. ↑  Hurricane Sally Tropical Cyclone Update AL192020.update.09161057, National Hurricane Center, abgerufen am 16. September 2020.
159. 1 2 3  Sally live updates: ‘Catastrophic flooding’ unfolding as tropical storm lumbers inland. In: The Washington Post, 16. September 2020. Abgerufen am 16. September 2020.
160. ↑  Post-Tropical Cyclone Sally Advisory Number 26. National Hurricane Center. Abgerufen am 17. September 2020.
161. ↑  That was some storm. Florida Keys drying out from Sally’s heavy rain and flooding . In: Miami Herald, 14. September 2020. Abgerufen am 15. September 2020.
162. ↑  Hurricane Sally expected to bring historic flooding to Mississippi, Alabama, Florida Panhandle. In: Yale Climate Connections, 15. September 2020. Abgerufen am 16. September 2020.
163. ↑  Why Hurricane Sally Could Bring a Deluge. In: The New York Times, 15. September 2020. Abgerufen am 15. September 2020.
164. ↑  “Life-threatening” surge warning as Hurricane Sally nears U.S. Gulf Coast. In: Axios, 15. September 2020. Abgerufen am 15. September 2020.
165. ↑  Hundreds Rescued as Floods From Hurricane Sally Hit Florida and Alabama. In: The New York Times, 16. September 2020. Abgerufen am 18. September 2020.
166. ↑  After the floods, assessing Hurricane Sally's damage. In: Reuters, 17. September 2020. Abgerufen am 23. September 2020.
167. ↑  Tropical Depression Twenty Advisory Number 1. National Hurricane Center. Abgerufen am 12. September 2020.
168. ↑  Tropical Storm Teddy Advisory Number 7. National Hurricane Center. Abgerufen am 14. September 2020.
169. ↑  Tropical storms Teddy, Vicky form in Atlantic. In: Tampa Bay Tomes, 14. September 2020. Abgerufen am 15. September 2020.
170. ↑  Hurricane Teddy Advisory Number 21. National Hurricane Center. Abgerufen am 17. September 2020.
171. ↑  Hurricane Teddy Advisory Number 22. National Hurricane Center. Abgerufen am 17. September 2020.
172. ↑  Post-Tropical Cyclone Teddy Intermediate Advisory Number 42A. National Hurricane Center. Abgerufen am 23. September 2020.
173. ↑  Now a post-tropical storm, Teddy lands in Nova Scotia. In: CBC/Radio-Canada, 23. September 2020. Abgerufen am 23. September 2020.
174. ↑  nhc.noaa.gov
175. ↑  Tropical Storm Vicky Advisory Number 2. National Hurricane Center. Abgerufen am 14. September 2020.
176. ↑  Elsewhere in the Atlantic: Five tropical cyclones ties record from 1971. In: The Times Houma, 14. September 2020. Abgerufen am 14. September 2020.
177. ↑  Tropical Depression Vicky Advisory Number 14. National Hurricane Center. Abgerufen am 17. September 2020.
178. ↑  Post-Tropical Cyclone Vicky Advisory Number 15. National Hurricane Center. Abgerufen am 17. September 2020.
179. ↑  Tropical Depression Twenty-Two Advisory Number 1. National Hurricane Center. Abgerufen am 18. September 2020.
180. ↑  Tropical Storm Beta Public Advisory. In: nhc.noaa.gov. Abgerufen am 18. September 2020.
181. ↑  Tropical Storm BETA. In: nhc.noaa.gov. Abgerufen am 22. September 2020.
182. ↑  Beta drenching Texas and Louisiana with heavy rain as significant flooding unfolds in Houston. In: The Washington Post, 22. September 2020. Abgerufen am 22. September 2020.
183. ↑  Post-Tropical Cyclone Beta Advisory Number 24. National Hurricane Center. Abgerufen am 23. September 2020.
184. ↑  Tropical Storm Wilfred Public Advisory. In: nhc.noaa.gov. Abgerufen am 18. September 2020.
185. ↑  Tropical Depression Wilfred Public Advisory. In: nhc.noaa.gov. Abgerufen am 20. September 2020.
186. ↑  Remnants of Wilfred Public Advisory. In: nhc.noaa.gov. Abgerufen am 21. September 2020.
187. ↑  Subtropical Storm Alpha Public Advisory. In: nhc.noaa.gov. Abgerufen am 18. September 2020.
188. ↑  Subtropical Storm Alpha Forecast Discussion. In: nhc.noaa.gov. Abgerufen am 18. September 2020.
189. ↑  Post-Tropical Cyclone Alpha Public Advisory. In: nhc.noaa.gov. Abgerufen am 19. September 2020.
190. ↑  Tropical Depression Twenty-Five Advisory Number 1. National Hurricane Center. Abgerufen am 2. Oktober 2020.
191. ↑  Tropical Storm Gamma Intermediate Advisory Number 2A. National Hurricane Center. Abgerufen am 3. Oktober 2020.
192. 1 2  Tropical Storm Gamma forms and is battering Yucatán Peninsula. In: The Washington Post, 3. Oktober 2020. Abgerufen am 3. Oktober 2020.
193. ↑  NHC says Tropical Storm Gamma close to hurricane strength. In: Reuters, 3. Oktober 2020. Abgerufen am 3. Oktober 2020.
194. ↑  National Hurricane Center Tropical Cyclone Report - Hurricane Gamma. National Hurricane Center, 17. April 2021. Abgerufen am 10. Mai 2021.
195. ↑  Tropical Storm Gamma Advisory Number 6. National Hurricane Center. Abgerufen am 3. Oktober 2020.
196. ↑  Tropical Depression Gamma Advisory Number 14. National Hurricane Center. Abgerufen am 5. Oktober 2020.
197. ↑  Post-Tropical Cyclone GAMMA. In: nhc.noaa.gov. Abgerufen am 19. Oktober 2020.
198. ↑  Mexiko: Erdrutsch und Starkregen durch Tropensturm – sechs Tote. In: Redaktionsnetzwerk Deutschland, 5. Oktober 2020. Abgerufen am 5. Oktober 2020.
199. ↑  14 Hurricanes Occurred in the 2020 Atlantic Hurricane Season After an Upgrade of Gamma, NHC Says. In: weather.com, 20. April 2021. Abgerufen am 10. Mai 2021.
200. ↑  Potential Tropical Cyclone Twenty-Six Public Advisory. In: nhc.noaa.gov. Abgerufen am 4. Oktober 2020.
201. ↑  Tropical Depression TWENTY-SIX. In: nhc.noaa.gov. Abgerufen am 5. Oktober 2020.
202. ↑  Gulf Coast faces fourth hurricane threat of 2020 as Tropical Storm Delta forms. In: The Washington Post, 5. Oktober 2020. Abgerufen am 5. Oktober 2020.
203. ↑  John Cangialosi: Intermediate Advisory Number 5A. National Hurricane Center, 5. Oktober 2020, abgerufen am 6. Oktober 2020 (englisch).
204. ↑  Hurricane Delta erupts to Category 4 strength as it targets Cancun. Louisiana to be hit later this week. In: The Washington Post, 6. Oktober 2020. Abgerufen am 6. Oktober 2020.
205. ↑  Hurricane DELTA. In: nhc.noaa.gov. Abgerufen am 7. Oktober 2020.
206. ↑  Hurrikan «Delta» steuert nach Mexiko auf die USA zu. In: Neue Zürcher Zeitung, 8. Oktober 2020. Abgerufen am 8. Oktober 2020.
207. ↑  Hurricane Delta intensifies as it churns toward storm-weary Louisiana with high winds, surge. In: The Washington Post, 8. Oktober 2020. Abgerufen am 8. Oktober 2020.
208. ↑  Hurricane Delta Advisory Number 17. National Hurricane Center. Abgerufen am 8. Oktober 2020.
209. ↑  Hurricane Delta live updates: Storm nears Louisiana with ‘life-threatening’ surge, high winds. In: The Washington Post, 9. Oktober 2020. Abgerufen am 9. Oktober 2020.
210. ↑  Hurricane Delta Tropical Cyclone Update. National Hurricane Center. Abgerufen am 10. Oktober 2020.
211. ↑  Hurricane Delta live updates: Storm strikes Louisiana with ‘life-threatening’ surge, high winds. In: The Washington Post, 9. Oktober 2020. Abgerufen am 10. Oktober 2020.
212. ↑  Post-Tropical Cyclone Delta Advisory Number 25. National Hurricane Center. Abgerufen am 11. Oktober 2020.
213. ↑  Tropical Storm Delta brings heavy rain and flood threats to Tennessee Valley after slamming US Gulf Coast. In: CNN, 10. Oktober 2020. Abgerufen am 10. Oktober 2020.
214. ↑  NHC Graphical Outlook Archive. In: nhc.noaa.gov. Abgerufen am 19. Oktober 2020.
215. ↑  NHC Graphical Outlook Archive. In: nhc.noaa.gov. Abgerufen am 19. Oktober 2020.
216. ↑  Tropical Depression Twenty-Seven Special Advisory Number 1. National Hurricane Center. Abgerufen am 19. Oktober 2020.
217. ↑  Tropical Storm EPSILON. In: nhc.noaa.gov. Abgerufen am 19. Oktober 2020.
218. ↑  Tropical Storm Epsilon forms, as Atlantic nears record for busiest hurricane season. In: The Washington Post, 19. Oktober 2020. Abgerufen am 20. Oktober 2020.
219. ↑  Hurricane EPSILON. In: nhc.noaa.gov. Abgerufen am 21. Oktober 2020.
220. ↑  Hurricane Epsilon Special Advisory Number 11. National Hurricane Center. Abgerufen am 21. Oktober 2020.
221. ↑  Hurricane Epsilon shatters record after rapidly intensifying southeast of Bermuda. In: The Washington Post, 21. Oktober 2020. Abgerufen am 21. Oktober 2020.
222. ↑  Hurricane Epsilon Advisory Number 12. National Hurricane Center. Abgerufen am 21. Oktober 2020.
223. ↑  Post-Tropical Cyclone EPSILON. In: nhc.noaa.gov. Abgerufen am 25. Oktober 2020.
224. ↑  National Weather Service Text Product Display. In: forecast.weather.gov. Archiviert vom Original (nicht mehr online verfügbar) am 1. November 2020; abgerufen am 31. Oktober 2020.  Info: Der Archivlink wurde automatisch eingesetzt und noch nicht geprüft. Bitte prüfe Original- und Archivlink gemäß Anleitung und entferne dann diesen Hinweis.
225. ↑  Hurricane Epsilon Advisory Number 23. National Hurricane Center. Abgerufen am 24. Oktober 2020.
226. ↑  NHC Graphical Outlook Archive. In: nhc.noaa.gov. Abgerufen am 24. Oktober 2020.
227. ↑  NHC Graphical Outlook Archive. In: nhc.noaa.gov. Abgerufen am 25. Oktober 2020.
228. ↑  NHC Graphical Outlook Archive. In: nhc.noaa.gov. Abgerufen am 25. Oktober 2020.
229. ↑  Eric Blake: Tropical Depression Twenty-Eight Discussion Number 1. 24. Oktober 2020, abgerufen am 25. Oktober 2020 (englisch).
230. ↑  Stacy Stewart: Tropical Storm Zeta Intermediate Advisory Number 2A. National Hurricane Center, 25. Oktober 2020, abgerufen am 25. Oktober 2020 (englisch).
231. ↑  Tropical storm Zeta forms, could reach US Gulf Coast by midweek. In: CNN, 25. Oktober 2020. Abgerufen am 25. Oktober 2020.
232. ↑  Hurricane ZETA. In: nhc.noaa.gov. Abgerufen am 26. Oktober 2020.
233. ↑  Hurricane ZETA. In: nhc.noaa.gov. Abgerufen am 27. Oktober 2020.
234. ↑  Tropical Storm ZETA. In: nhc.noaa.gov. Abgerufen am 27. Oktober 2020.
235. ↑  Hurricane ZETA. In: nhc.noaa.gov. Abgerufen am 28. Oktober 2020.
236. ↑  Hurricane Zeta Makes Landfall: Live Updates. In: The New York Times, 28. Oktober 2020. Abgerufen am 28. Oktober 2020.
237. ↑  Hurricane Zeta live updates: Storm rapidly intensifies, making landfall in Louisiana. In: The Washington Post, 28. Oktober 2020. Abgerufen am 28. Oktober 2020.
238. ↑  Tropical Storm ZETA. In: nhc.noaa.gov. Abgerufen am 29. Oktober 2020.
239. ↑  Post-Tropical Cyclone ZETA. In: nhc.noaa.gov. Abgerufen am 29. Oktober 2020.
240. ↑  National Weather Service Text Product Display. In: forecast.weather.gov. Archiviert vom Original (nicht mehr online verfügbar) am 1. November 2020; abgerufen am 2. November 2020.  Info: Der Archivlink wurde automatisch eingesetzt und noch nicht geprüft. Bitte prüfe Original- und Archivlink gemäß Anleitung und entferne dann diesen Hinweis.
241. ↑  Zeta Live Updates: Storm Knocks Out Power to 2 Million. In: The New York Times, 29. Oktober 2020. Abgerufen am 29. Oktober 2020.
242. ↑  6 dead, millions powerless as Zeta roars across southern, eastern US. In: USA Today, 30. Oktober 2020. Abgerufen am 30. Oktober 2020.
243. ↑  Tropical Cyclone Report. Hurricane Zeta. National Hurricane Center. Abgerufen am 11. Mai 2021.
244. ↑  NHC Graphical Outlook Archive. In: nhc.noaa.gov. Abgerufen am 31. Oktober 2020.
245. ↑  NHC Graphical Outlook Archive. In: nhc.noaa.gov. Abgerufen am 31. Oktober 2020.
246. ↑  Tropical Depression Twenty-Nine Advisory Number 1. National Hurricane Center. Abgerufen am 31. Oktober 2020.
247. ↑  Tropical Storm Eta Advisory Number 2. National Hurricane Center. Abgerufen am 31. Oktober 2020.
248. 1 2 3  Category 4 Hurricane Eta to make ‘catastrophic’ strike in Nicaragua, with disastrous inland flooding. In: The Washington Post, 2. November 2020. Abgerufen am 2. November 2020.
249. ↑  Hurricane Eta Advisory Number 7. National Hurricane Center. Abgerufen am 2. November 2020.
250. ↑  Hurricane Eta Advisory Number 8. National Hurricane Center. Abgerufen am 2. November 2020.
251. ↑  Hurricane Eta Advisory Number 8a. National Hurricane Center. Abgerufen am 2. November 2020.
252. ↑  Hurricane Eta Advisory Number 7. National Hurricane Center. Abgerufen am 2. November 2020.
253. ↑  Hurricane Eta Advisory Number 13. National Hurricane Center. Abgerufen am 3. November 2020.
254. ↑  Tropical Depression ETA. In: nhc.noaa.gov. Abgerufen am 5. November 2020.
255. ↑  Tropical Depression Eta Public Advisory. In: nhc.noaa.gov. Abgerufen am 6. November 2020.
256. ↑  Tropical Storm Eta Public Advisory. In: nhc.noaa.gov. Abgerufen am 7. November 2020.
257. ↑  Tropical Storm Eta Public Advisory. In: nhc.noaa.gov. Abgerufen am 8. November 2020.
258. ↑  Tropical Storm Eta Public Advisory. In: nhc.noaa.gov. Abgerufen am 8. November 2020.
259. ↑  Tropical Storm ETA. In: nhc.noaa.gov. Abgerufen am 9. November 2020.
260. ↑  Hurricane Eta Tropical Cyclone Update. National Hurricane Center. Abgerufen am 11. November 2020.
261. ↑  Tropical Storm Eta Public Advisory. In: nhc.noaa.gov. Abgerufen am 8. November 2020.
262. ↑  Tropical Storm ETA. In: nhc.noaa.gov. Abgerufen am 12. November 2020.
263. ↑  Tropical Storm ETA. In: nhc.noaa.gov. Abgerufen am 12. November 2020.
264. ↑  Post-Tropical Cyclone ETA. In: nhc.noaa.gov. Abgerufen am 13. November 2020.
265. ↑  METAREA2 HIGH_SEAS_FORECAST. In: gmdss.org. Ehemals im Original (nicht mehr online verfügbar); abgerufen am 19. November 2020. (Seite nicht mehr abrufbar. Suche in Webarchiven)
266. ↑  El Salvador reports first death from tropical storm Eta. Abgerufen am 7. November 2020 (englisch).
267. ↑  "Eta": Zahl der Toten und Vermissten nach Tropensturm in Zentralamerika steigt auf 200. In: Der Spiegel. Abgerufen am 7. November 2020.
268. ↑  Mehr als 2,5 Millionen Menschen in Mittelamerika betroffen (Memento des Originals vom 16. November 2020 im Internet Archive)  Info: Der Archivlink wurde automatisch eingesetzt und noch nicht geprüft. Bitte prüfe Original- und Archivlink gemäß Anleitung und entferne dann diesen Hinweis. In: Deutschlandfunk, 11. November 2020. Abgerufen am 11. November 2020.
269. ↑  "Extrem gefährlicher" Hurrikan nimmt Kurs auf Mittelamerika. In: Spiegel Online, 16. November 2020. Abgerufen am 16. November 2020.
270. 1 2  Hurricane Iota expected to form by Sunday; likely to cause catastrophic rains in Nicaragua and Honduras. In: Yale Climate Connections, 13. November 2020. Abgerufen am 14. November 2020.
271. ↑  NHC Graphical Outlook Archive. In: nhc.noaa.gov. Abgerufen am 10. November 2020.
272. ↑  Subtropical Storm THETA. In: nhc.noaa.gov. Abgerufen am 10. November 2020.
273. ↑  Tropical Storm THETA. In: nhc.noaa.gov. Abgerufen am 10. November 2020.
274. ↑  Post-Tropical Cyclone THETA. In: nhc.noaa.gov. Abgerufen am 15. November 2020.
275. ↑  METAREA2 HIGH_SEAS_FORECAST. In: gmdss.org. Ehemals im Original (nicht mehr online verfügbar); abgerufen am 17. November 2020. (Seite nicht mehr abrufbar. Suche in Webarchiven)
276. ↑  NHC Graphical Outlook Archive. In: nhc.noaa.gov. Abgerufen am 13. November 2020.
277. ↑  Daniel Brown: Tropical Depression Thirty-One Advisory Number 1. National Hurricane Center, 13. November 2020, abgerufen am 13. November 2020 (englisch).
278. ↑  TROPICAL STORM IOTA FORECAST/ADVISORY NUMBER 2. National Hurricane Center. Abgerufen am 13. November 2020.
279. ↑  Hurricane IOTA. In: nhc.noaa.gov. Abgerufen am 15. November 2020.
280. ↑  Hurricane IOTA. In: nhc.noaa.gov. Abgerufen am 16. November 2020.
281. ↑  Hurricane IOTA. In: nhc.noaa.gov. Abgerufen am 17. November 2020.
282. 1 2  Nächster heftiger Hurrikan trifft Mittelamerika (Memento des Originals vom 23. November 2020 im Internet Archive)  Info: Der Archivlink wurde automatisch eingesetzt und noch nicht geprüft. Bitte prüfe Original- und Archivlink gemäß Anleitung und entferne dann diesen Hinweis.. In: Stuttgarter Zeitung, 17. November 2020. Abgerufen am 17. November 2020.
283. ↑  Hurricane IOTA. In: nhc.noaa.gov. Abgerufen am 17. November 2020.
284. ↑  Tropical Storm IOTA. In: nhc.noaa.gov. Abgerufen am 17. November 2020.
285. ↑  Tropical Storm IOTA. In: nhc.noaa.gov. Abgerufen am 18. November 2020.
286. ↑  Remnants of IOTA. In: nhc.noaa.gov. Abgerufen am 18. November 2020.
287. 1 2  Iota considered the strongest hurricane in history to hit Nicaragua, government says. In: CNN, 18. November 2020. Abgerufen am 20. November 2020.
288. ↑  Die schwere Sturmsaison geht weiter: Hurrikan «Iota» fordert mindestens 41 Todesopfer. In: Neue Zürcher Zeitung, 19. November 2020. Abgerufen am 20. November 2020.
289. ↑  Category 4 Hurricane Iota slams into Nicaragua. In: The Washington Post, 17. November 2020. Abgerufen am 17. November 2020.
290. 1 2  Scenes of flooding, devastation lie in wake of monstrous Hurricane Iota. In: The Washington Post, 21. November 2020. Abgerufen am 21. November 2020.
291. ↑  49 Tote in Lateinamerika nach Hurrikan "Iota" . In: Salzburger Nachrichten, 20. November 2020. Abgerufen am 21. November 2020.
292. ↑  Battered by back-to-back hurricanes, Honduras braces for a long recovery. In: The Washington Post, 26. November 2020. Abgerufen am 28. November 2020.
293. ↑  ‘This was worse than Eta’: Hurricane Iota brings repeat destruction to Honduras. In: The Guardian, 19. November 2020. Abgerufen am 20. November 2020.
294. ↑  TROPICAL CYCLONE REPORT HURRICANE IOTA. National Hurricane Center. Abgerufen am 12. August 2021.
295. ↑  Tropical Cyclone Names. In: nhc.noaa.gov. Abgerufen am 14. September 2020.
296. ↑  WMO Hurricane Committee retires tropical cyclone names and ends the use of Greek alphabet. World Meteorological Organization, 17. März 2021, archiviert vom Original am 17. September 2021; abgerufen am 20. März 2021 (englisch).  Info: Der Archivlink wurde automatisch eingesetzt und noch nicht geprüft. Bitte prüfe Original- und Archivlink gemäß Anleitung und entferne dann diesen Hinweis.
297. ↑  Tropical Cyclone Names#Atlantic. National Hurricane Center, abgerufen am 21. April 2017 (englisch).